# Saarwellingen
Saarwellingen (im örtlichen moselfränkischen Dialekt Wellingen) ist eine saarländische Gemeinde im Landkreis Saarlouis, rund 20 Kilometer nordwestlich der Landeshauptstadt Saarbrücken gelegen.

## Ortsteile
Ortsteile sind Reisbach, Saarwellingen und Schwarzenholz.

## Geschichte
Das Gemeindegebiet der heutigen Gemeinde Saarwellingen wurde im Jahr 1793 von Französischen Revolutionstruppen besetzt und, wie später das gesamte linke Rheinufer, Frankreich einverleibt. Nach den Beschlüssen des Wiener Kongresses 1815 kam es zur Rheinprovinz des Königreiches Preußen und wurde mit dieser nach dem Deutsch-Französischen Krieg 1870/1871 Teil des Deutschen Reiches.
Vor 1783 gab es eine getrennte Entwicklung der am Neujahrstag des Jahres 1974 zusammengeschlossenen Ortsteile Saarwellingen, Schwarzenholz und Reisbach.

### Saarwellingen

#### Vor- und Frühgeschichte
Archäologische Funde ergaben, dass auf dem Gebiet des heutigen Saarwellingen bereits zur Bronzezeit Menschen lebten und arbeiteten. So konnte der mittleren Bronzezeit ein Grabhügel mit einem Skelettgrab zugeordnet werden.

#### Antike
In der Antike siedelten sich auf dem Gebiet des heutigen Saarwellingen Kelten an. In der Umgebung verlief die Nahtstelle der beiden Stammesgebiete der Mediomatriker mit deren Zentrum Metz und der Treverer mit dem Mittelpunkt Trier. Der heutige Name der das Saarwellinger Gemeindegebiet begrenzenden Prims (Primantia/Bhrimantia, von „wallen“ / „summen“) stammt noch aus der keltischen Epoche.
Nach der Eroberung Galliens durch Gaius Iulius Caesar von 58 bis 51 v. Chr. wurde die Region von den Römern beherrscht.

#### Mittelalter
Den Römern folgten mit der Völkerwanderung die Franken, nach denen die moselfränkische Mundart der Region benannt ist. Wahrscheinlich wurde zur Zeit des fränkischen Landausbaus in der Talweitung des Saarwellinger Heßbaches eine erste fränkische Siedlung gegründet, die nach ihrem Erbauer Wello oder Vailo dann Wellingen oder Wellinga (Siedlung des Wello) benannt wurde.
Die erste schriftliche Nachricht von Wellingen stammt aus dem zehnten Jahrhundert. Es handelt sich um eine Urkunde, die aus dem Zeitraum der Jahre 931 bis 956 stammt. In dieser Urkunde des Trierer Erzbischofs Albero von Montreuil (Amtszeit 1132–1152) bestätigt dieser, dass seit der Zeit seines Vorgängers Ruotbert von Trier (Amtszeit 931 – 956) eine Verordnung bestanden habe, nach der die Pfarreien an der mittleren und unteren Saar verpflichtet waren, am Gedenktag des heiligen Ludwin zu dessen Grablege in der Abtei Mettlach zu wallfahren. In diesem Ortsverzeichnis ist auch Wellingen aufgeführt. Im Jahr 953 gab es bereits eine Pfarrei Wellingen, die dem heiligen Martin von Tours geweiht war.
Am Ende des Hochmittelalters war die Herrschaft (Saar)-Wellingen Eigengut verschiedener Feudalherren. Zu Beginn des 13. Jahrhunderts war der Bann Saarwellingen im Besitz der Edelherren Reiner und Boemund von Saarbrücken. Eine Linie dieses Geschlechts führte den Namen „Herren zu Hesebach“, ein anderer Zweig nannte sich nach der im Jahr 1290 urkundlich ersterwähnten Burg Dagstuhl. Die Dagstuhler Linie starb im Jahr 1376 im Mannesstamm aus. Der Besitz ging gemeinschaftliche an die Familien der vier Erbtöchter, namentlich die Herren von Fleckenstein im Unterelsass, (Blies-)Brücken, Pittingen (heute zu Mersch in Luxemburg) und Rollingen. Kaspar von Rollingen, Herr zu Siebenborn und Dagstuhl, verkaufte im Jahr 1523 seinen Besitz an Saarwellingen an die Grafen von Nassau-Saarbrücken. Der Pittingensche Anteil kam 1365 durch Heirat der Irmengard von Pittingen mit Johann von Kriechingen an die Grafschaft Kriechingen. Lehensrechtlich gehörte Saarwellingen nun zur Grafschaft Saarbrücken und war zu einem geringeren Teil herzoglich-lothringisches Lehen.
Im Jahr 1376 wird eine Saarwellinger Burganlage als „Veste Wellingen“ genannt. Zuletzt war diese Burg während des Dreißigjährigen Krieges bewohnt. In den Kriegswirren wurde die Anlage mehrfach geplündert. Im Jahr 1662 wird nur noch vom „anjetzo ruinierten Wellingischen Schloß“ gesprochen.

#### Frühe Neuzeit

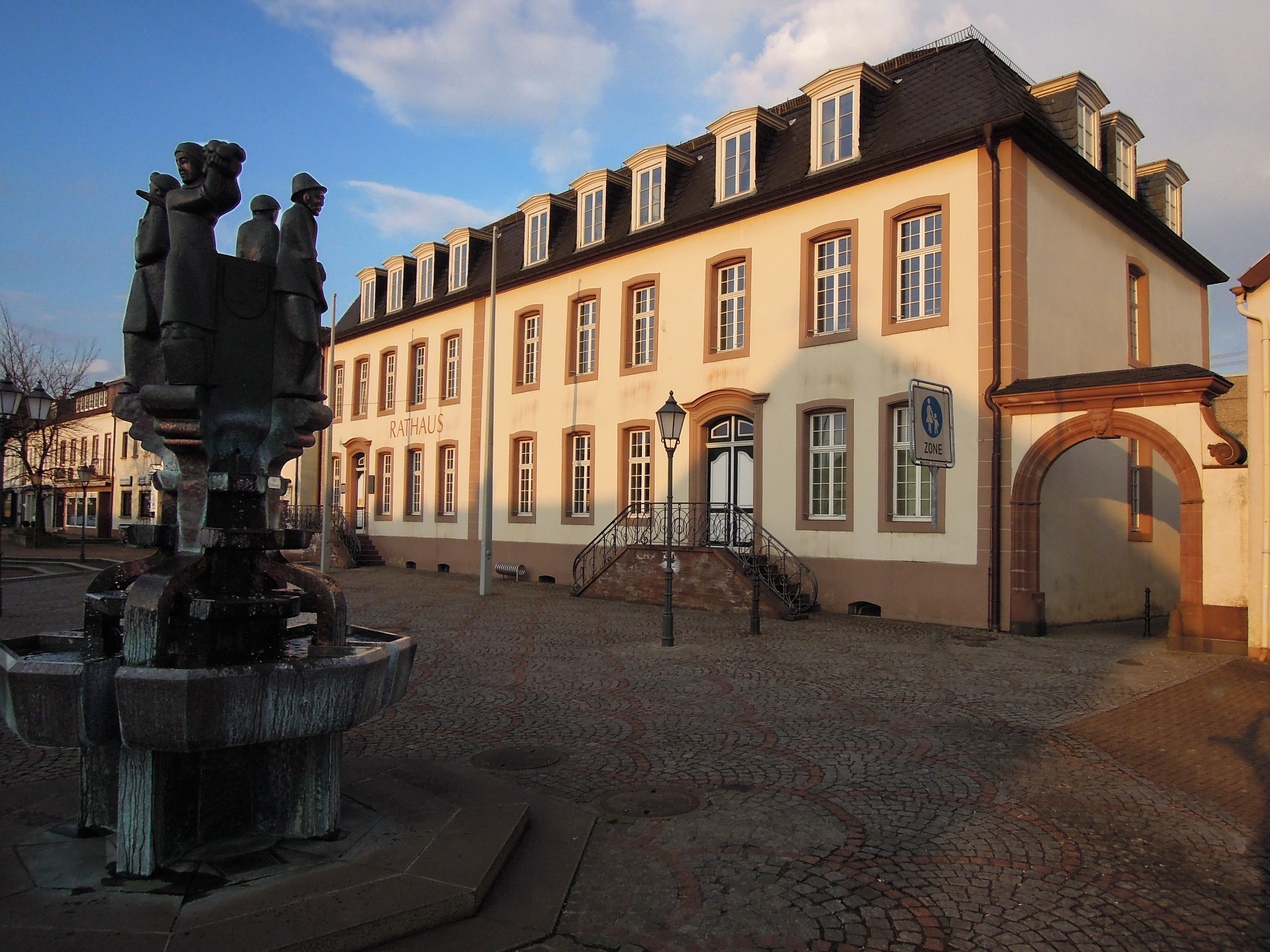
Saarwellinger Schloss, heute Rathaus mit Rathausbrunnen von 1983

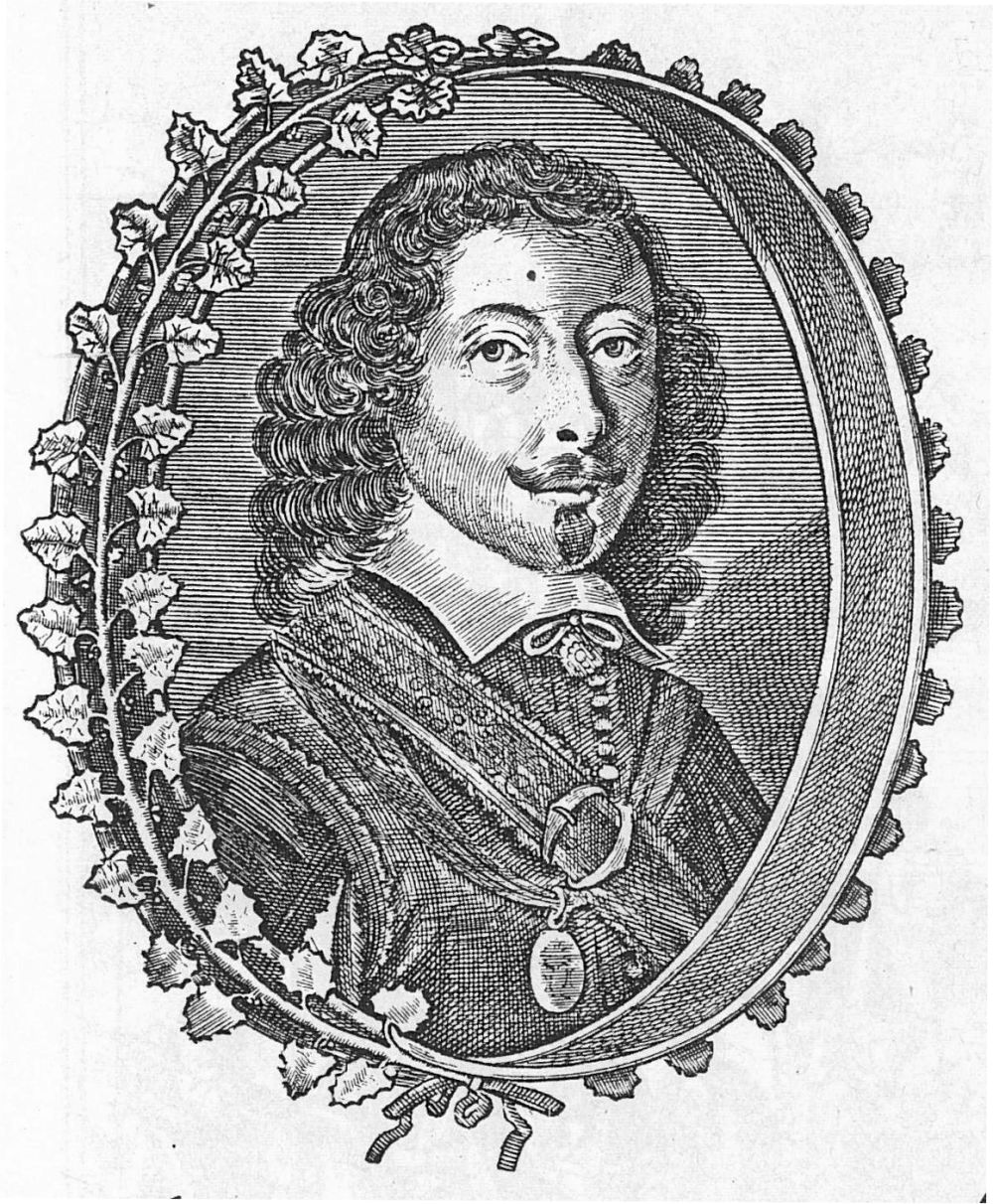
Johann Michael Moscherosch

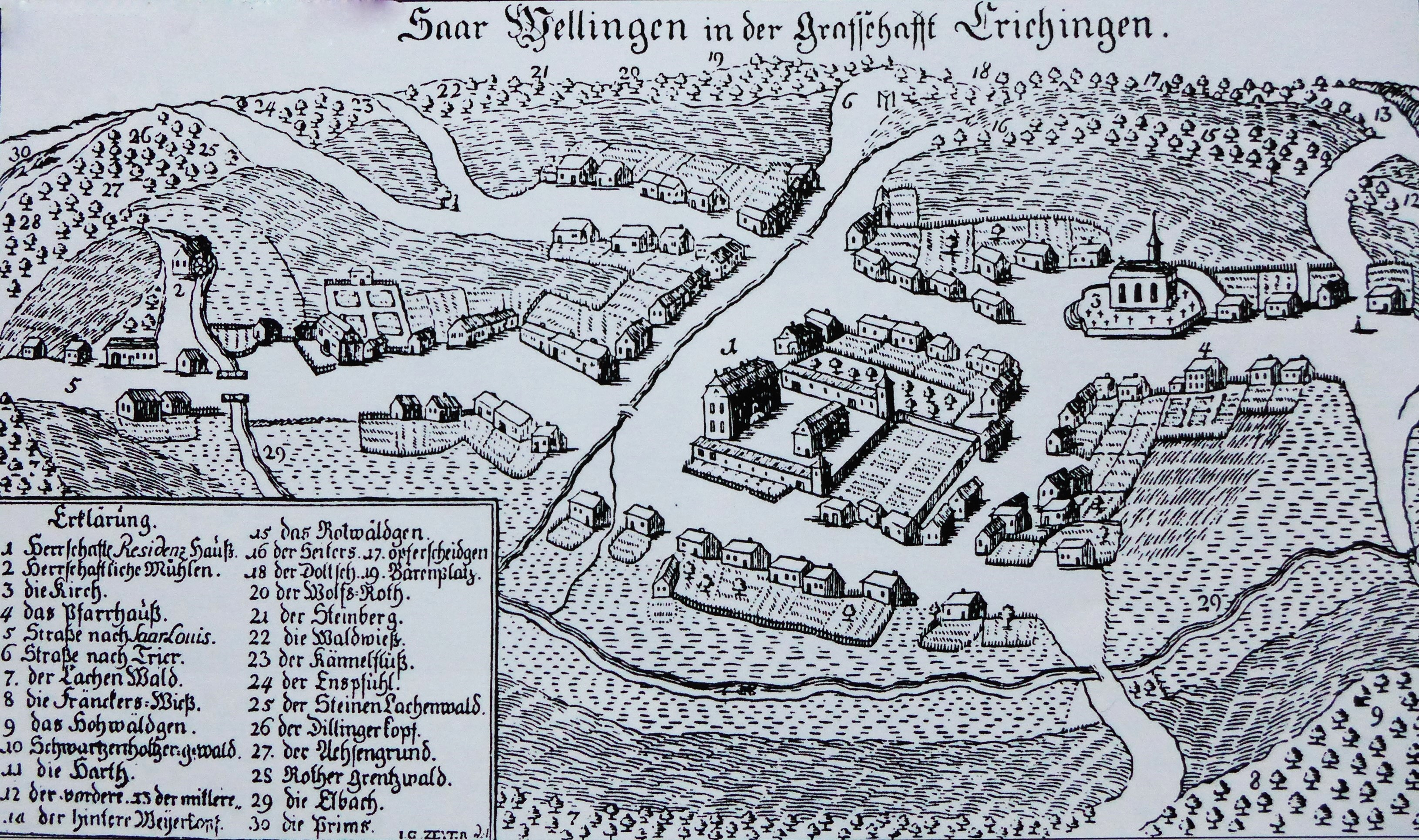
Saarwellingen im Jahr 1777

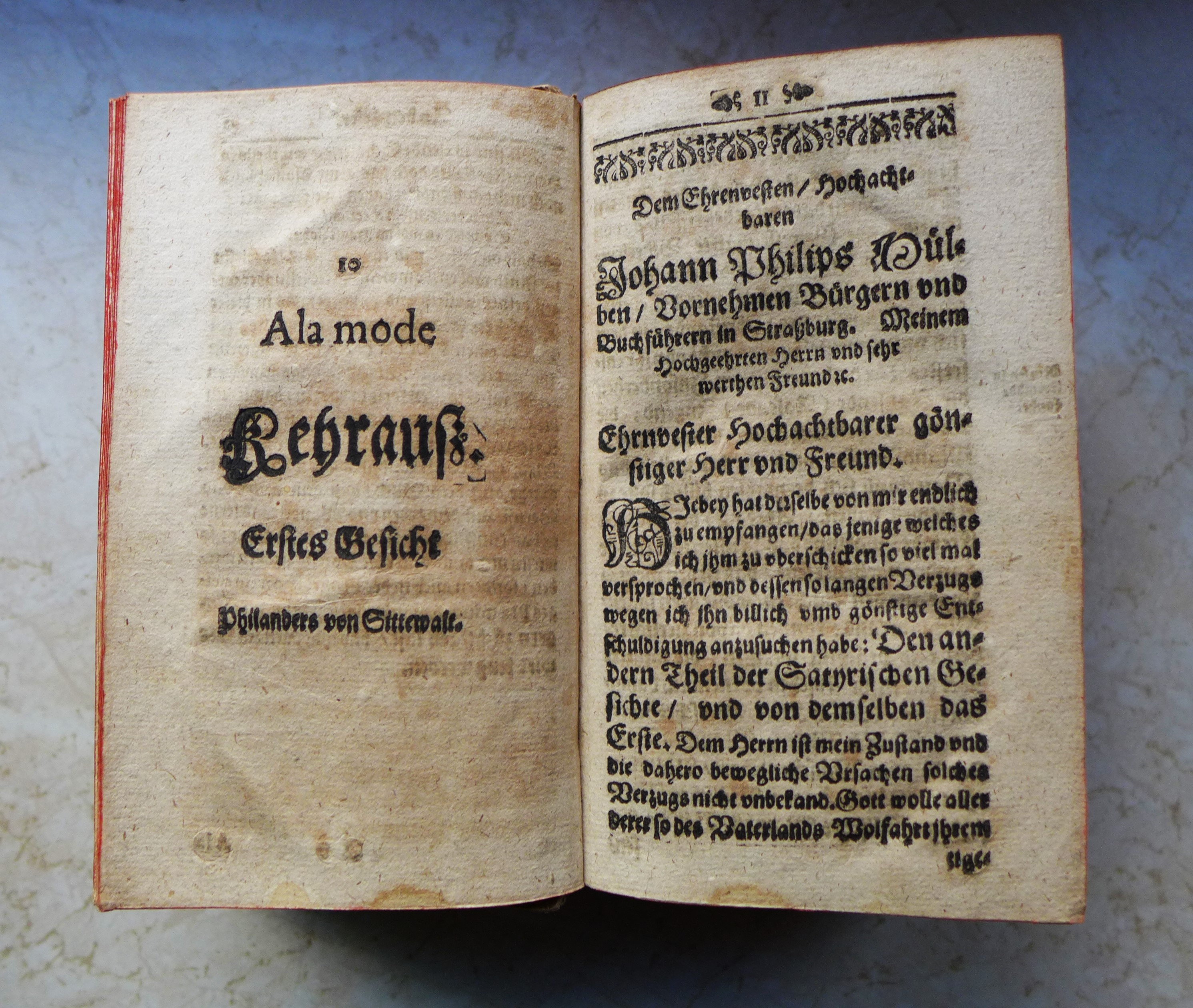
Johann Michael Moscherosch: A la mode Kehraus, Erstes Gesicht Philanders von Sittewald

Im Jahr 1621 trat das Herzogtum Lothringen seine Feudalrechte an die Grafschaft Nassau-Saarbrücken ab. Im Dreißigjährigen Krieg wurden Saarwellingen und die in der Dorfmitte befindliche mittelalterliche Wasserburg vollständig zerstört. Nach dem Kriege kehrten die in die Wälder der Umgebung geflohenen Überlebenden zurück und bauten den verheerten Ort wieder auf. Dabei siedelten sich zusätzlich Neusiedler aus Lothringen und Schwaben, aus dem Elsass und Tirol, aus den Ardennen sowie teilweise aus Dänemark an. Von 1631 bis 1634 war Johann Michael Moscherosch einer der Amtmänner des lutherischen Zweiges der Grafen von Kriechingen in Kriechingen und als solcher in dem zu dieser Zeit zur Hälfte kriechingischen Saarwellingen eingesetzt.
Die Grafschaft Nassau-Saarbrücken überließ den Ort Saarwellingen im Jahr 1659 als freie Reichsherrschaft den Grafen von Kriechingen. Von diesen kam die Reichsherrschaft Saarwellingen im Jahr 1681 an die Grafschaft Ostfriesland, da die Kriechinger Erbtochter Gräfin Anna Dorothea den Grafen Edgar Ferdinand von Ostfriesland geehelicht hatte. Beider Sohn, Friedrich, hatte eine Tochter: Gräfin Christine Luise. Diese schloss am 14. August 1726 die Ehe mit Graf Johann Ludwig zu Wied-Runkel. Dadurch kam Saarwellingen im Jahr 1726 an die Grafen von Wied, bei denen der Ort bis zur Auflösung des Alten Reiches verblieb.
Im Jahr 1715 wurde auf dem ehemaligen Burggelände durch den Architekten und Unternehmer Joseph C. Motte aus Genf ein erstes kleines Barockschloss mit Stallungen und Scheunen in der Dorfmitte errichtet. Der Bau wurde im Jahr 1719 abgeschlossen und diente dem kriechingischen Amtmann als Verwaltungssitz.
Aufgrund der schlechten Lebensverhältnisse kam es um 1750 zu einer Auswanderungswelle in das von den Türkenkriegen entvölkerte Ungarn. Die Regierung des Kaisers in Wien versuchte, Neusiedler für die verheerten Gebiete in der ungarischen Tiefebene zu werben. Mit der Versprechung von kostenlosem Acker- und Bauland, Baumaterial, Saat- und Pflanzgut für Getreide und Wein, Steuerfreiheit in den ersten Siedlungsjahren, freiem Transport mit Verpflegung und medizinischer Betreuung von den Sammelstellen bis nach Ungarn sollten Auswanderungswillige gefunden werden. Die Saarregion stellte mit 5000 Auswanderern einen nicht unbeträchtlichen Teil. Die Auswanderungswelle ins Banat begann in Saarwellingen im Jahr 1764 nach einem Brand des Schlosses. Über 25 Familien zogen daraufhin nach Ungarn, in der Hoffnung, dort ein besseres Auskommen zu finden.
Nach dem Brand des Schlosses begann unter der Herrschaft von Graf Christian Ludwig von Wied-Runkel der Bau eines neuen und größeren Schlosses, das nach zweijähriger Bauzeit im Jahr 1766 fertiggestellt wurde. Das Schloss, das heute als Rathaus der Gemeinde Saarwellingen dient, ist ein langgestreckter Bau von elf Achsen. Über einem Hausteinsockel erheben sich zwei Geschosse mit dünnen Eckpilastern und einem Mansardendach. Die Fenster werden nach oben mit flachen Stichbögen abgeschlossen. In der zweiten Achse von links und in der dritten Achse von rechts befindet sich je ein Portal mit profiliertem Gewände und Segmentverdachung. Davor liegen Freitreppen. Ein großer Torbogen mit Maske im Schlussstein führt zum rückseitigen Hof. Die Rückseite des kleinen Schlosses ist der Vorderseite entsprechend gegliedert, jedoch springt rechts ein kurzer Flügel vor. Die linke Hälfte des Gebäudes ist eine Erweiterung des Jahres 1879, als man das Schloss als Schulhaus nutzte.

#### Französische Revolution

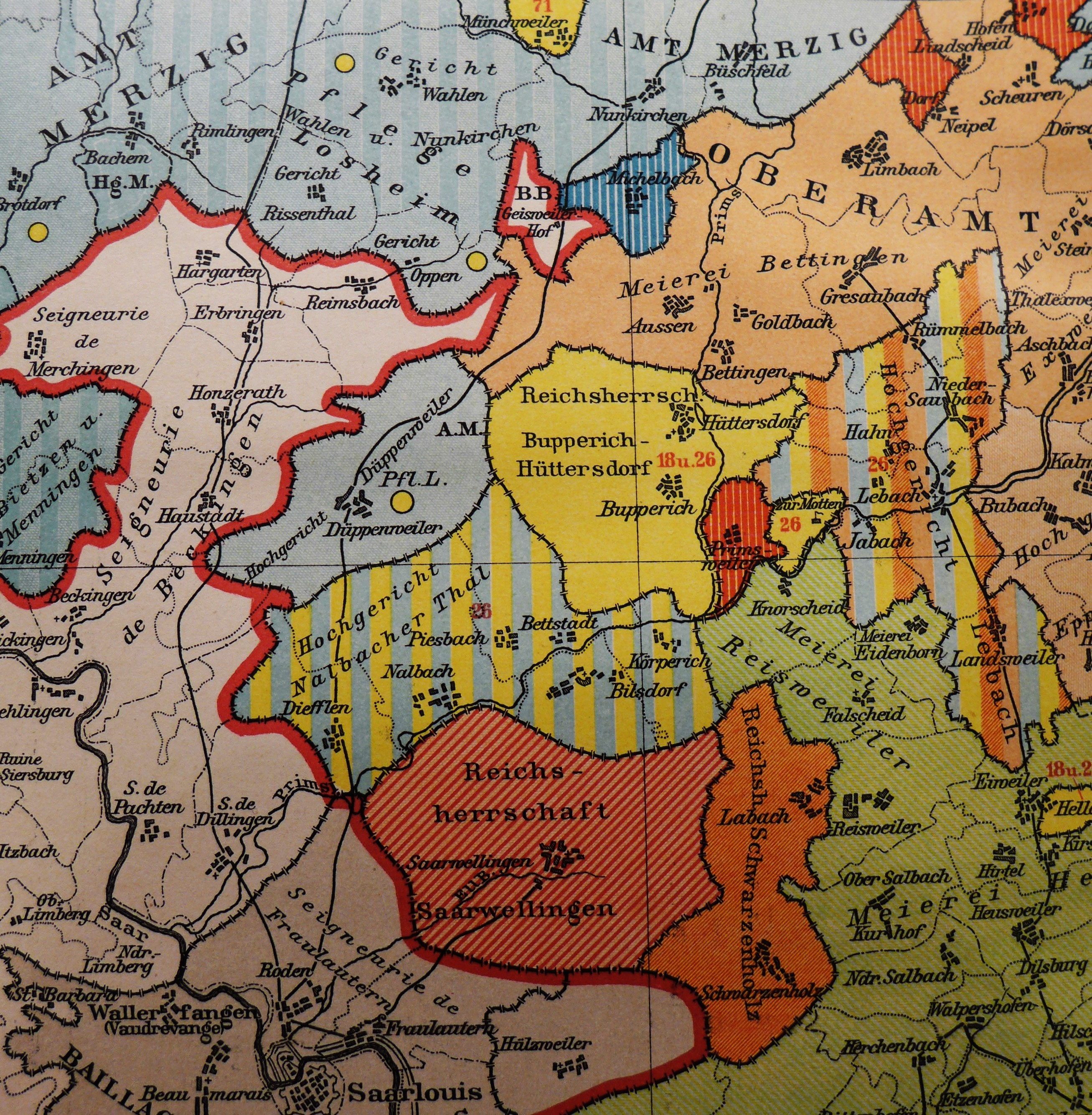
Reichsherrschaft Saarwellingen, Grenzsituation zwischen dem Königreich Frankreich und dem Heiligen Römischen Reich deutscher Nation im Jahr 1789

Nachdem die französischen Revolutionstruppen im Jahr 1793 die alte Grafschaft Kriechingen und im Jahr 1794 deren Orte Saarwellingen, Reisweiler, Schwarzenholz, Labach, Labacher Hof sowie Hauser- und Kunzenmühle besetzt hatten, wurden diese Orte 1795 dem Département de la Sarre (Saar-Departement) zugeteilt und gehörten zum Arrondissement Saarbrücken mit dem Kanton Lebach. Mit der Einrichtung einer neuen Kommunalstruktur wurde im Jahr 1797 ein Gremium aus einem Maire (Bürgermeister), mehreren Schöffen und weiteren Ratsmitgliedern für die Gemeinde Saarwellingen gebildet. Am 1. November 1800 wurden die Orte Saarwellingen, Reisweiler, Labach und Schwarzenholz zu einer Bürgermeisterei (Mairie) zusammengeschlossen. Schwarzenholz wurde am 13. April 1801 allerdings der Mairie Schwalbach zugeordnet. Die französische Herrschaft endet mit dem preußischen Einmarsch unter Generalfeldmarschall Gebhard Leberecht von Blücher in der Saarregion am Beginn des Jahres 1814.
Im Zuge der Französischen Revolution waren die Grafen von Wied enteignet worden. Das barocke Schlossgebäude wurde im Jahr 1804 versteigert und fiel an Johann Rosier aus Saarlouis, der es später an Johann Nicola Lacroix aus Saarlouis verkaufte. Im Jahr 1818 erwarb die Gemeinde Saarwellingen das Schloss und nutzte es als Schulhaus.

#### Übergang an das Königreich Preußen

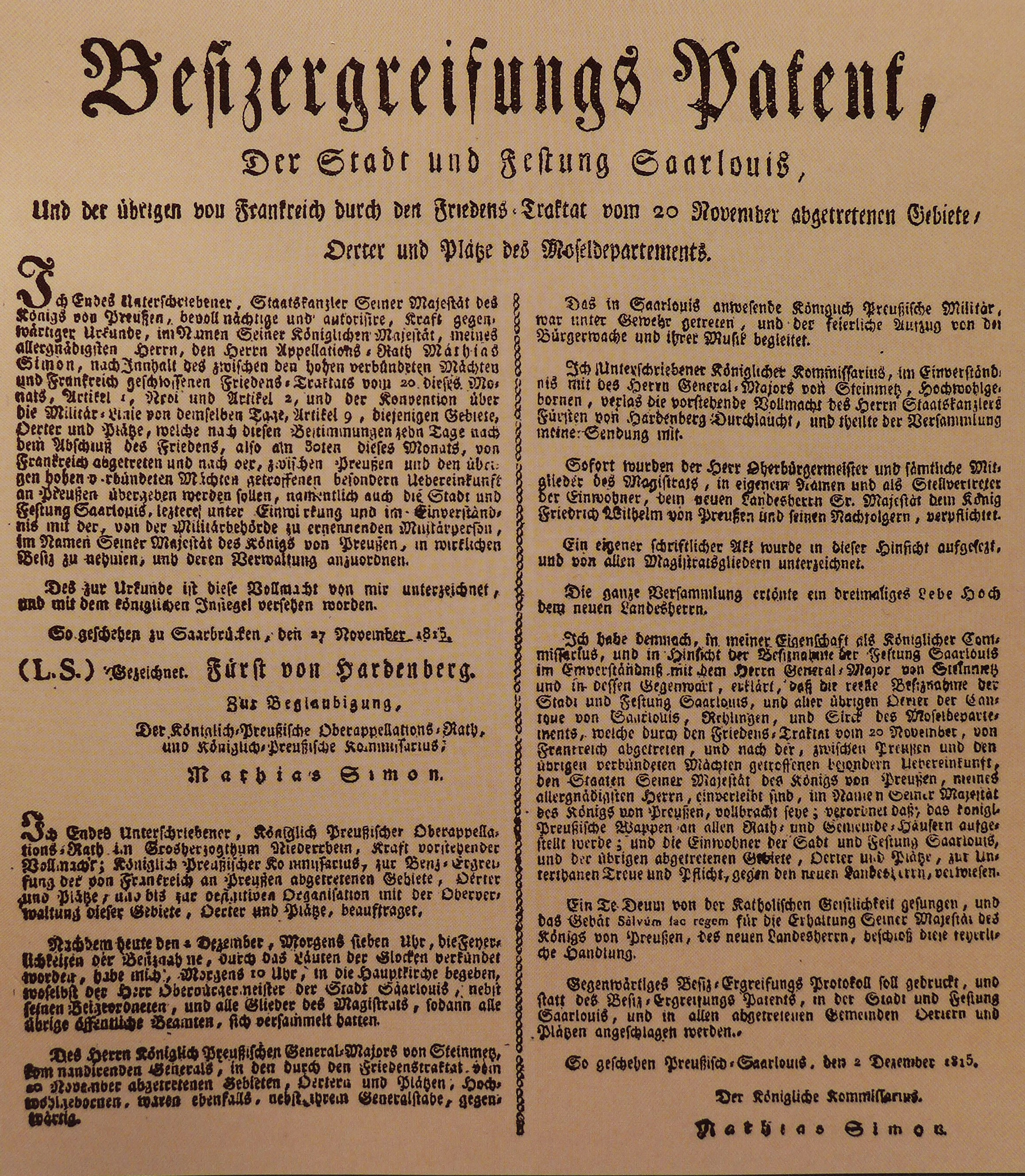
Besitzergreifungspatent der Stadt und Festung Saarlouis und der übrigen von Frankreich durch den Friedens-Traktat vom 20. November abgetrennten Gebiete, Oerter und Plätze des Moseldepartements vom 2. Dezember 1815 (Kreisarchiv Saarlouis)

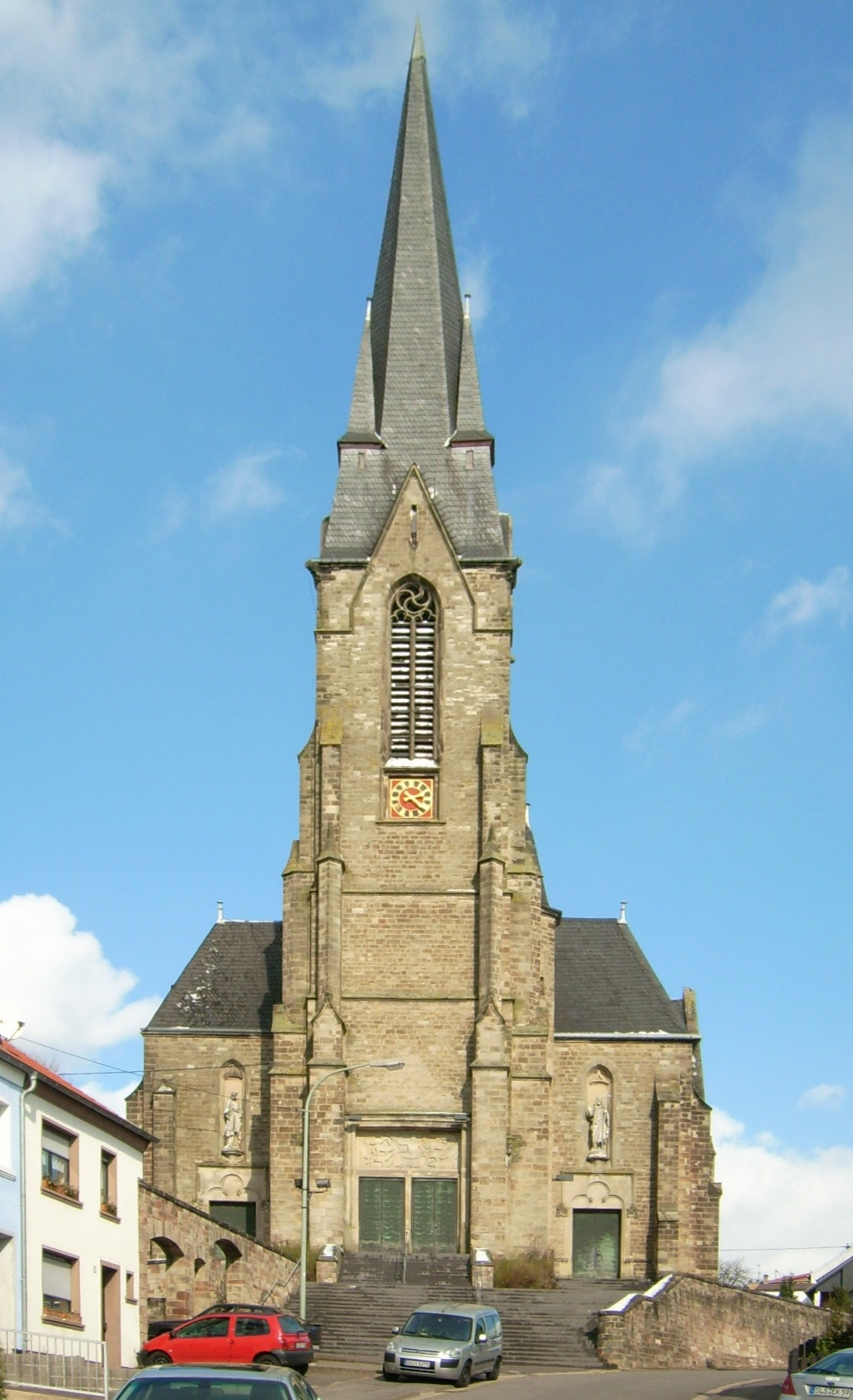
Saarwellingen, Kirche St. Blasius und Martinus, errichtet in den Jahren 1898 bis 1900 durch den Trierer Architekten Ernst Brand (1869–1948) im neogotischen Stil

Nachdem Napoleon Bonaparte zur Abdankung gezwungen worden war, wurde mit dem Bourbonen Ludwig XVIII. der erste Pariser Frieden am 31. Mai 1814 geschlossen, laut dessen Bestimmungen Frankreich auf die Staatsgrenzen von 1792 beschränkt wurde. Die Saarwellinger Nachbarorte Dillingen/Saar und Saarlouis sowie auch die heutige saarländische Landeshauptstadt Saarbrücken sollten demnach bei Frankreich verbleiben. Nach der Rückkehr Napoleons und dessen endgültiger Niederlage bei Waterloo am 18. Juni 1815 sowie seiner Verbannung auf die Insel St. Helena wurden im Zweiten Pariser Frieden am 20. November 1815 die bisher französischen Nachbarorte Saarwellingens von Frankreich abgetrennt und an das Königreich Preußen (Rheinprovinz) übergeben. Dabei hatten mehrere Bittschriften von Kaufleuten aus Saarbrücken und St. Johann und eine Unterschriftenaktion unter Federführung des Saarbrücker Bürgermeisters Heinrich Böcking, die den Anschluss der Saarorte an das Königreich Preußen zum Ziel hatten, einen nicht unerheblichen Anteil.
Saarwellingen selbst stand zusammen mit dem Nalbacher Tal vom 16. Juni 1814 bis zum 5. Juni 1815 unter einer provisorischen Verwaltung des Kaisertums Österreich und des Königreiches Bayern, deren Hauptsitz sich in Bad Kreuznach befand. Dies war als Provisorium gedacht, da noch nicht abschließend geklärt war, welcher Macht die Gegend als Teil der zurückgewonnenen linksrheinischen deutschen Gebiete zufallen sollte. Die Dynastien Habsburg-Lothringen und Wittelsbach wollten sich das Gebiet als Faustpfand behalten, um das Königreich Sachsen unter Friedrich August I. vor einer Übernahme durch die Hohenzollern zu schützen. Am 1. Juli 1816 unterzeichneten die Bevollmächtigten des Kaisertums Österreich und des Königreiches Bayern auf der einen und die des Königreiches Preußen auf der anderen Seite in Worms das sogenannte Territorialausgleichspatent, in dem Österreich und Bayern Gebiete an Preußen abtraten und die ehemaligen Untertanen und Staatsdiener aus ihren Pflichten entließen.
Für den heutigen Landkreis Saarlouis kamen also Saarwellingen und das Nalbacher Tal sowie Hüttersdorf, Bettingen und Lebach aus der Untertanenschaft des Kaisers von Österreich, Franz I., in die Untertanenschaft des Königs von Preußen, Friedrich Wilhelm III.
Die österreichisch-bayerische Verwaltung Saarwellingens hatte noch am 10. November 1814 verfügt, dass der Ort Schwarzenholz wieder der Bürgermeisterei Saarwellingen zuzuteilen sei.
In der Folgezeit teilte Saarwellingen von 1816 an das Schicksal des Königreichs Preußen und von 1871 bis 1919 zusätzlich das des Deutschen Reiches.
Im Jahr 1879 erweiterte die Gemeinde Saarwellingen das Barockschloss der Grafen von Wied, das seit 1818 als Schulhaus diente, um einen Anbau. Es ist die linke Hälfte des heutigen Rathauses. Im Zuge dieser Erweiterung wurde der linke Torbogen abgerissen.
Die Gemeinde Saarwellingen errichtete im Jahr 1900 ein neues Rathaus mit Bürgermeisterwohnhaus in dem Garten eines bis dahin zu Verwaltungszwecken angemieteten Privathauses in der Vorstadtstraße. Die Fassade des Hauptgebäudes wurde in malerischer Asymmetrie und einer Mischung aus neogotischen und neofrühneuzeitlichen Elementen mit Erkertürmchen, Fachwerkgliederung und hohem Risalitgiebel gestaltet. Das Gebäude wurde im Jahr 1930 um einen Verwaltungsbau erweitert. Der Komplex diente der Gemeinde Saarwellingen bis zum Jahr 1978, als das ehemalige Schlossgebäude zum Rathaus umgebaut worden war, als Bürgermeisterei. Zahlreiche historistische Architekturelemente hatte man in der Zeit nach dem Zweiten Weltkrieg in purifizierender Weise entfernt. Im Jahre 1990 wurde mit dem Umbau und der Modernisierung des historistischen Rathausgebäudes in der Vorstadtstraße begonnen. Am 28. Mai 1994 konnte der „Treffpunkt Altes Rathaus“ als neues Kulturzentrum für Saarwellingen eröffnet werden. Im Gebäude befindet sich seit 1994 auch der Sitz der Technischen Werke Saarwellingen GmbH (TWS).

#### Saargebiet unter der Oberhoheit des Völkerbundes

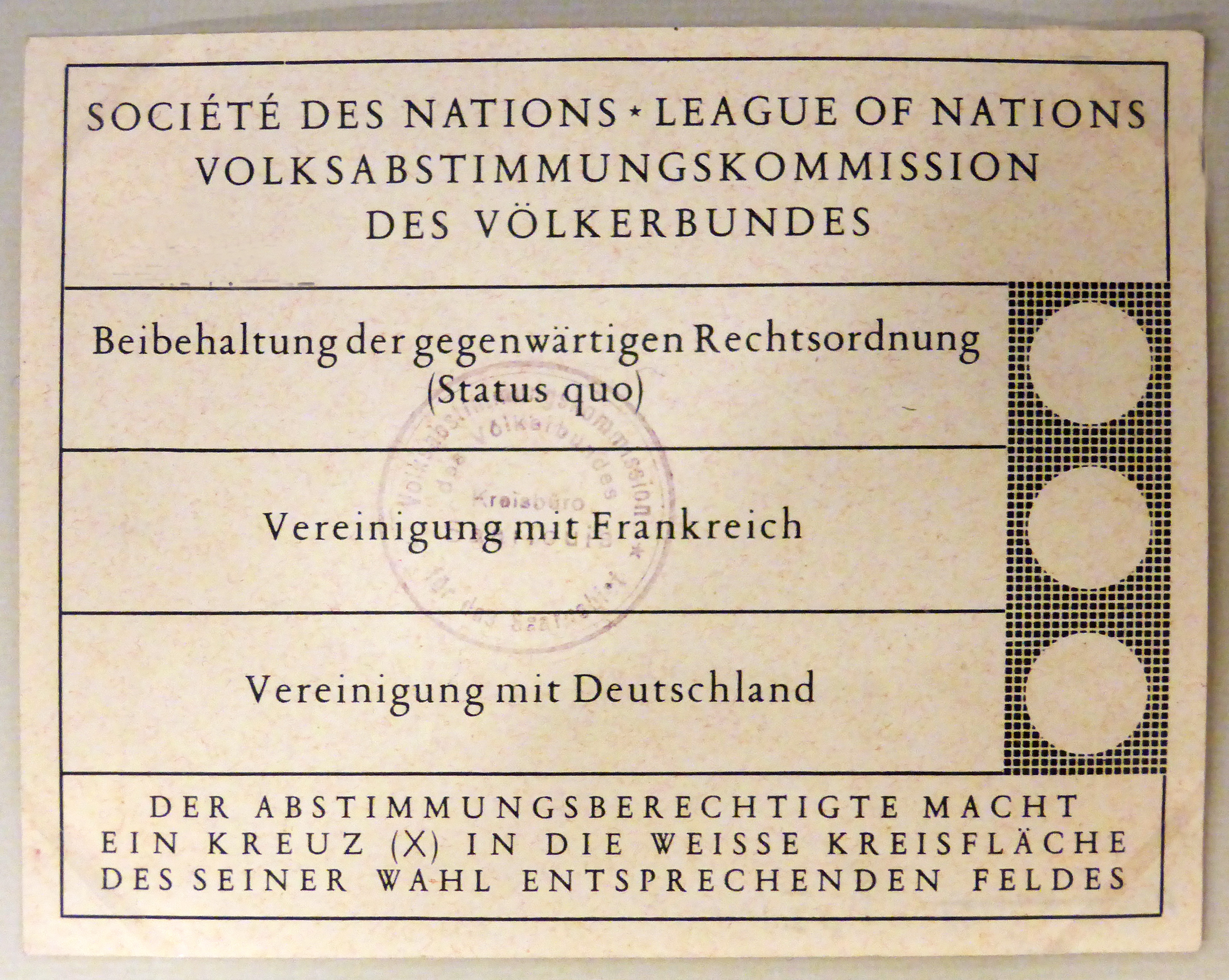
Stimmzettel zur Saarabstimmung 1935

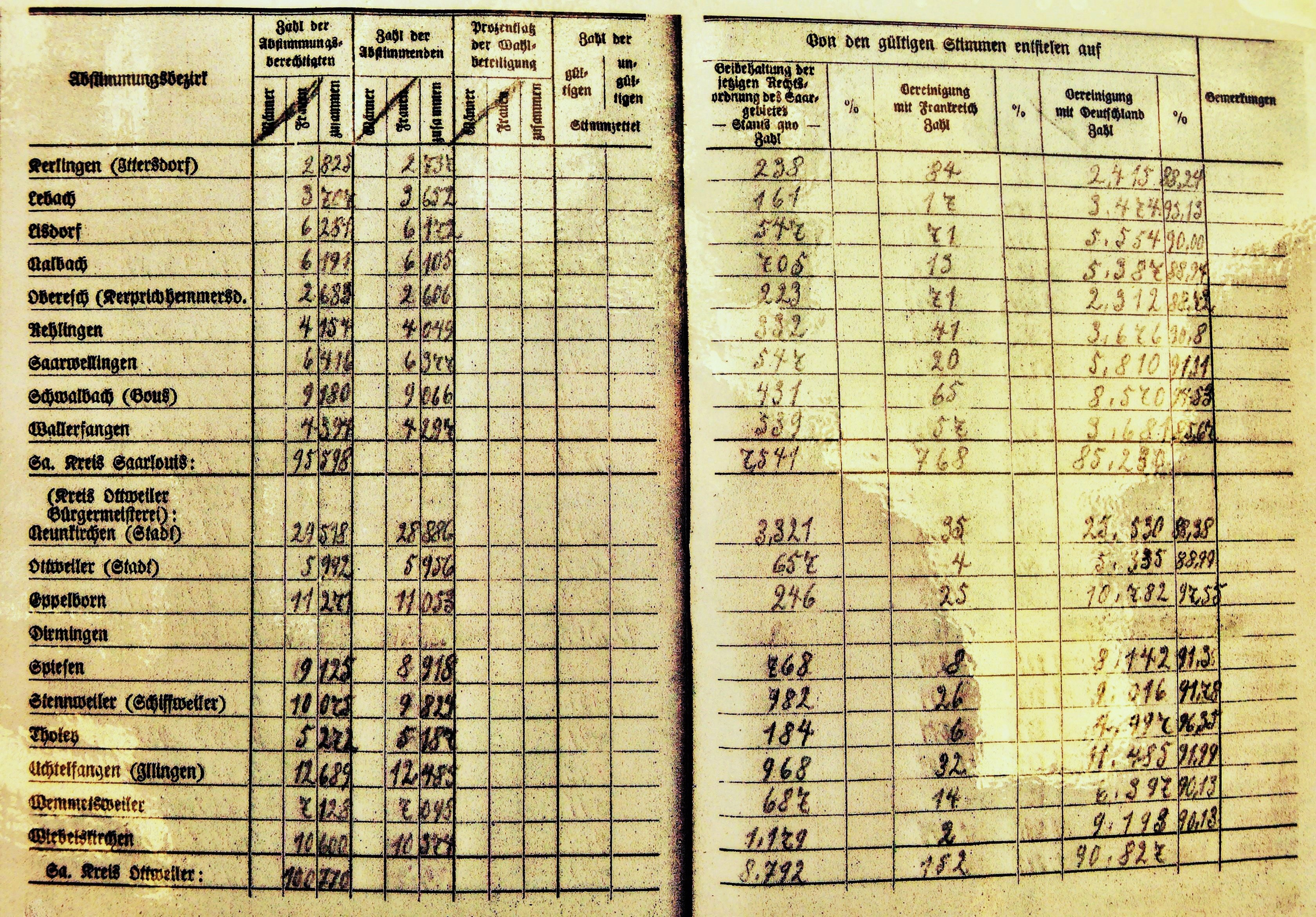
Abstimmungsergebnisse der Volksabstimmung im Saargebiet von 1935

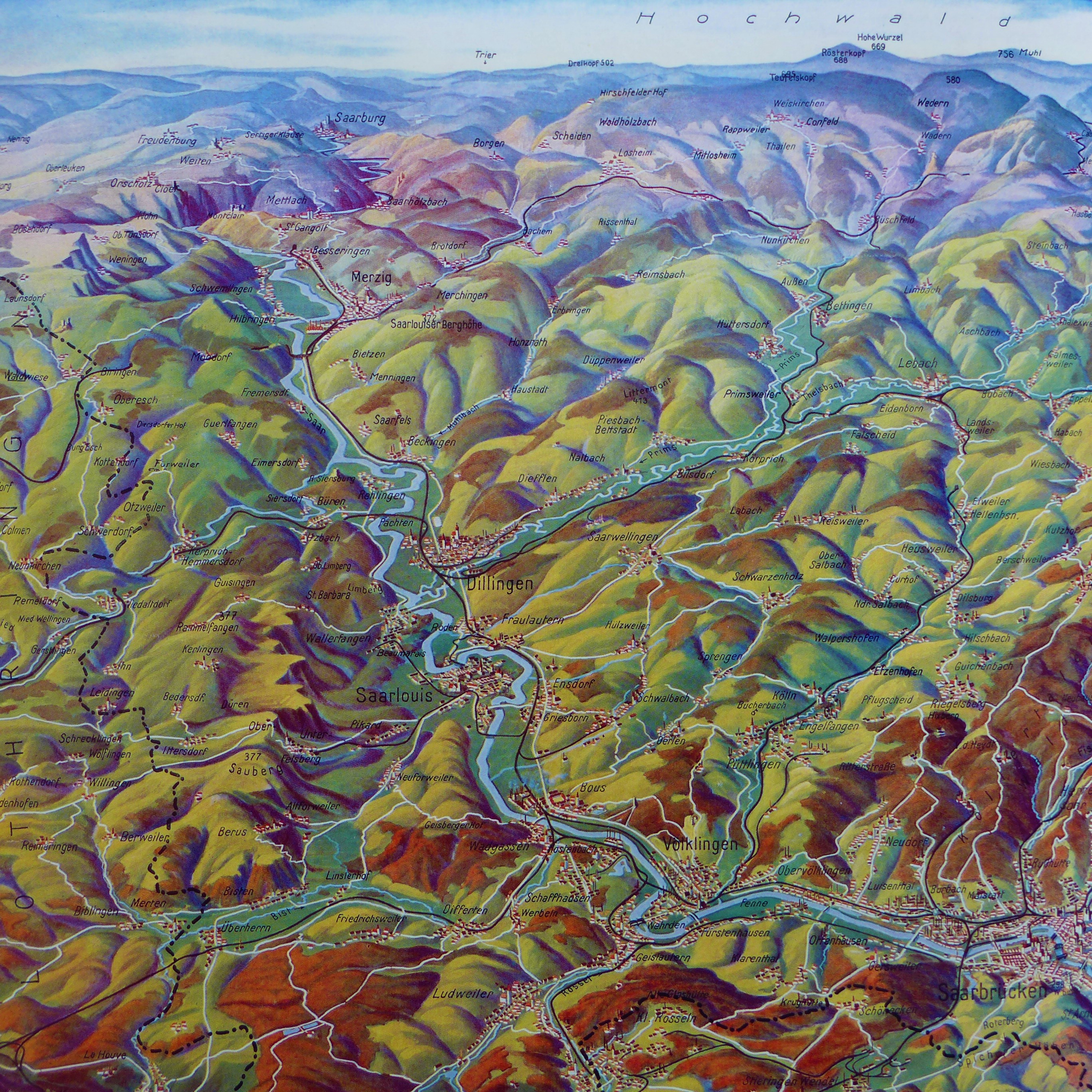
Saarwellingen auf der Panoramakarte „Die Deutsche Saar“ zur Saarabstimmung 1935

Durch den Friedensvertrag von Versailles wurde Saarwellingen als Teil des Saargebietes nach dem für das Deutsche Reich verlorenen Ersten Weltkrieg ab dem Jahr 1920 dem Völkerbund unterstellt und kehrte erst 1935 nach der Volksabstimmung vom 13. Januar 1935 zum nationalsozialistisch beherrschten Deutschen Reich zurück. Bei der Volksabstimmung am 13. Januar 1935 stimmten im Saargebiet 90,5 % für die Angliederung an das Deutsche Reich, im Kreis Saarlouis 91,19 %.
Für die Gesamtgemeinde Saarwellingen waren die Abstimmungsergebnisse vom 13. Januar 1935 folgendermaßen:
- Stimmberechtigte: 6416
- Abgegebene Stimmen: 6377
- Für den Anschluss an die Französische Republik stimmten: 20
- Für den Status quo stimmten: 547
- Für die Rückgliederung an das Deutsche Reich stimmten: 5810 (= 91,31 %)

#### Nationalsozialismus und Zweiter Weltkrieg
Am 1. April 1937 wurden die Gemeinden Reisweiler und Labach zur neuen Gemeinde Reisbach zusammengeschlossen.

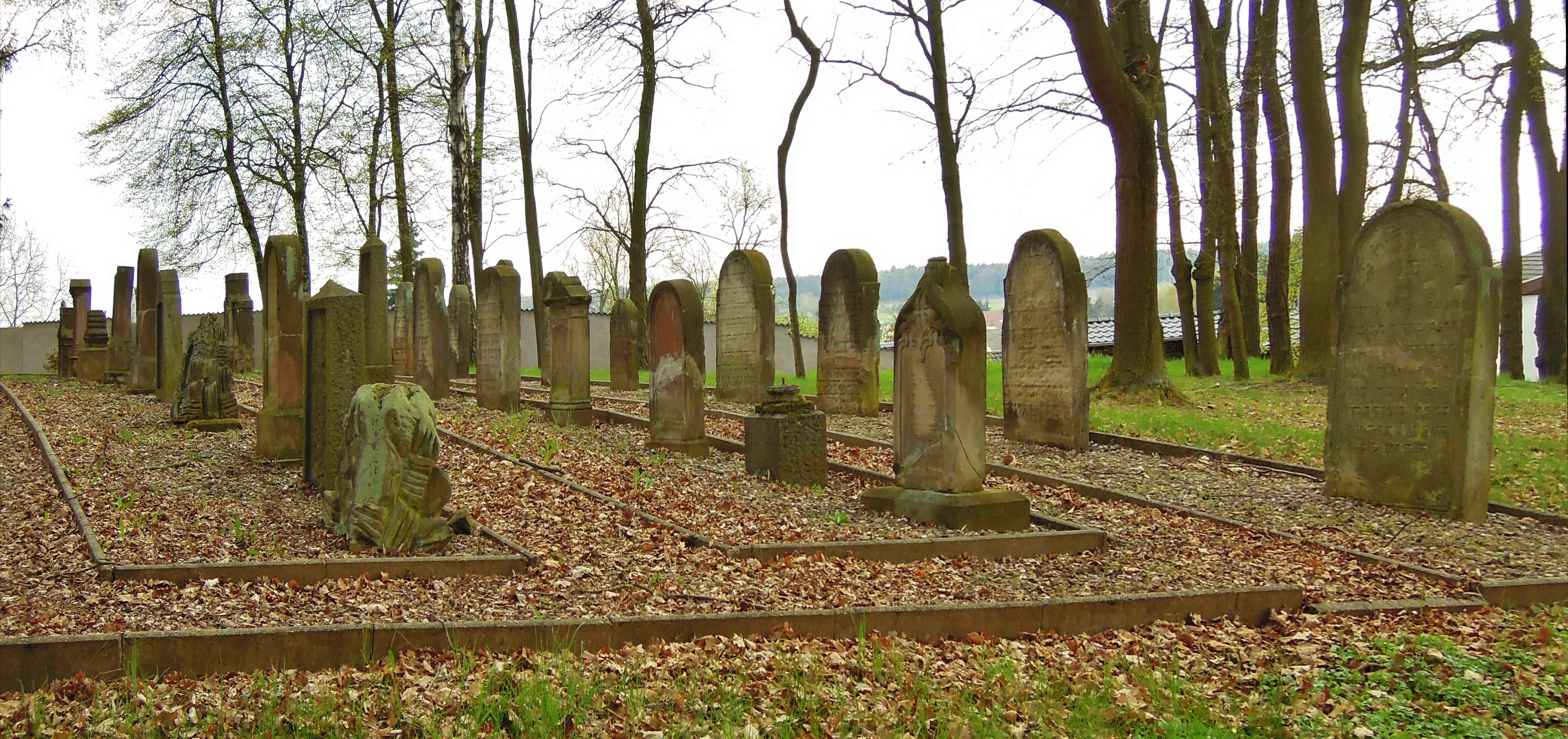
Saarwellingen, Jüdischer Friedhof

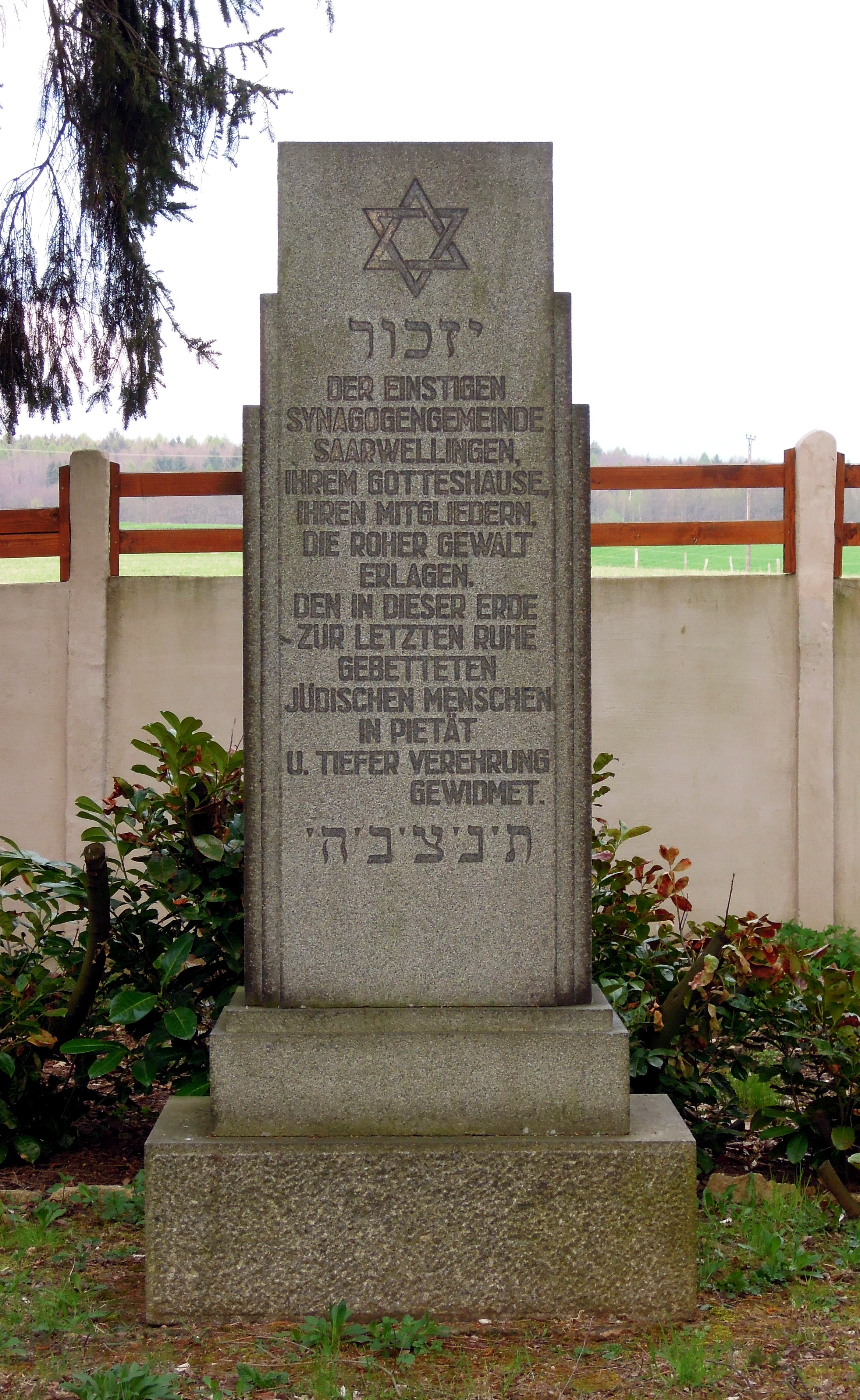
Saarwellingen, Jüdischer Friedhof, Ehrenmal der Gemeinde

Bis zum Beginn des nationalsozialistischen Regimes hatten jüdische und nichtjüdische Bürger in Saarwellingen miteinander gelebt. Im Garten des ehemaligen Saarwellinger Schlosses eröffnete die jüdische Kultusgemeinde im Jahr 1907 eine jüdische Elementarschule. Durch den Zwang der nationalsozialistischen Herrschaft wurde die jüdische Gemeinde nach dem Anschluss des Saargebietes an das Deutsche Reich im Jahr 1935 genötigt, das Gebäude im Jahr 1936 aufzugeben. Unter dem Schutz des Völkerbundes blieb den Juden im Saargebiet zwischen 1935 und 1936 ein Jahr Karenz, um den Nürnberger Rassegesetzen durch Abwanderung zu entfliehen. Über 100 Saarwellinger Juden flohen daraufhin nach Frankreich und Luxemburg. Im Jahr 1936 lebten nur noch 34 jüdische Mitbürger in Saarwellingen. Als Mahnmal sind in Saarwellingen bereits 67 Stolpersteine von Gunter Demnig verlegt worden.
In den Jahren 1938 bis 1945 wurden insgesamt 51 vor 1935 in Saarwellingen wohnhafte jüdische Bürger in den Konzentrationslagern des Nazi-Regimes deportiert und schließlich ermordet. Das Totenbuch von Auschwitz enthält unter vielen anderen die Namen des 43-jährigen Saarwellinger Lehrers Leo Grünfeld (* 1901 in Tauberrettersheim; † 1944 im KZ Auschwitz), von dessen Frau Zerline und von deren zehnjährigen Sohn Alfred. Bis zum Zwangsverkauf des Saarwellinger Schulhauses im Jahre 1936 war Leo Grünfeld der letzte Lehrer in der jüdischen Elementarschule Saarwellingen. Danach unterrichtete er bis zum Jahr 1940 in der letzten noch verbliebenen jüdischen Schule des Saarlandes in Saarbrücken, bevor er als Lehrer mit seiner Familie nach Frankfurt am Main ging. Im Jahre 1942 wurde er nach Auschwitz deportiert, wo er 1944 mit seiner Familie ermordet wurde.
Den Verantwortlichen der Gemeinde Saarwellingen erschien es nach dem Jahr 2001 angemessen, durch eine Namensgebung des Gebäudes der Elementarschule an diese Geschichte zu erinnern. Der Gemeinderat beschloss in seiner Sitzung am 20. November 2001, das nunmehr neue Verwaltungsgebäude in „Leo-Grünfeld-Haus“ zu benennen. Im Rahmen einer offiziellen Feier erfolgte am 20. Januar 2002 die Einweihung des renovierten Gebäudes in der Engelstraße 12. Zur Erinnerung an die ehemalige jüdische Schule mit ihrem letzten Lehrer Leo Grünfeld wurde am Eingang des Hauses in der Engelstraße eine Gedenktafel angebracht.
Durch schweren Artillerie-Beschuss der US-Armee im Zweiten Weltkrieg kam es in Saarwellingen zu massiven Zerstörungen. Dabei wurde das als Schulhaus genutzte Wiedsche Barockschloss im Winter 1944/1945 erheblich beschädigt. Der Wiederaufbau begann im Jahr 1948.

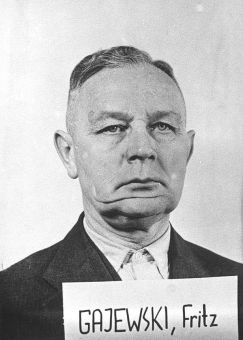
Fritz Gajewski während der Nürnberger Prozesse

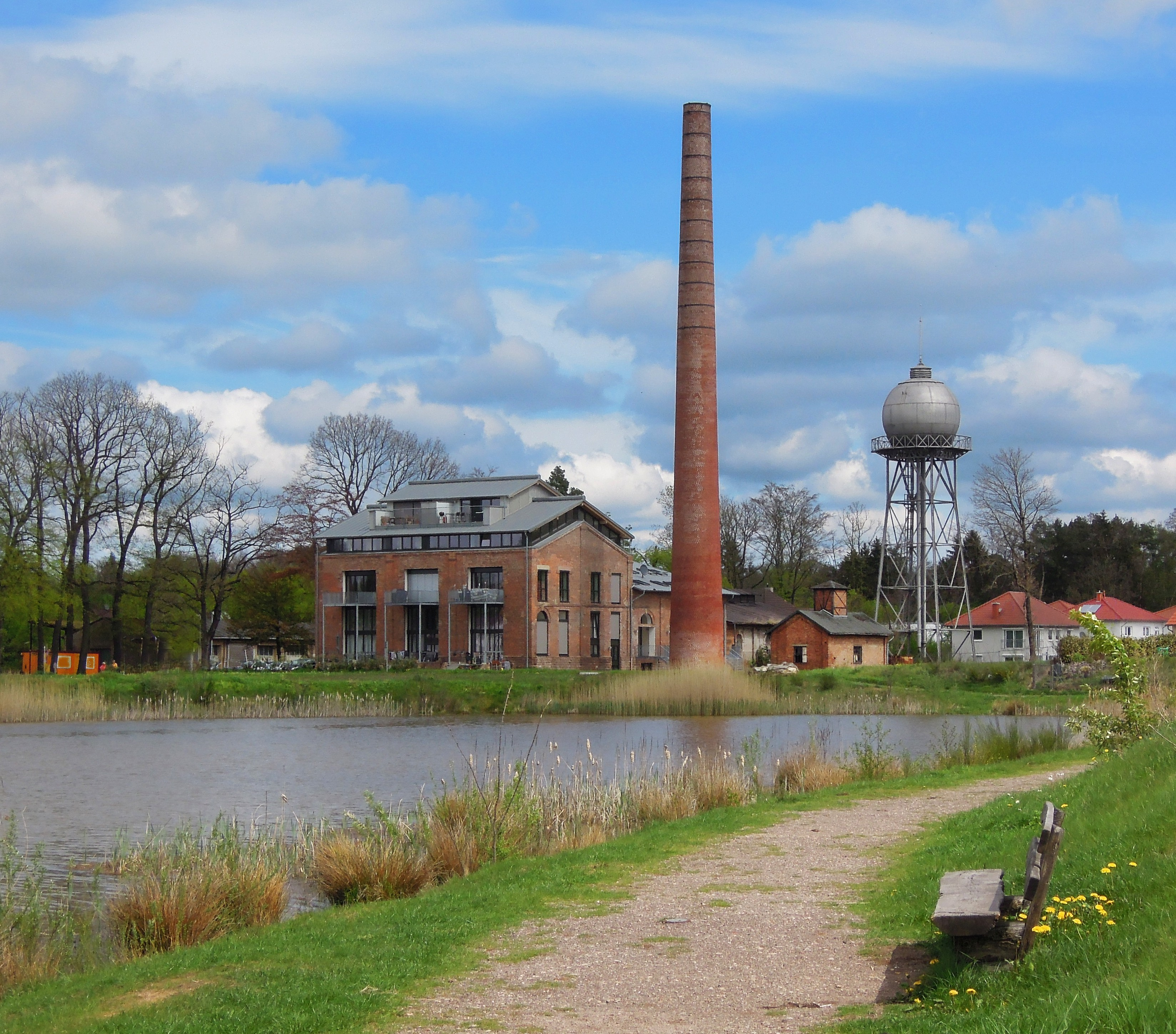
Gebäude der ehemaligen Dynamitfabrik

In Saarwellingen unterhielt die Dynamit Nobel AG Troisdorf, die zu über 45 % in der Hand der I.G. Farben lag, seit 1910 ein Zweigwerk zur Herstellung von Sprengstoff für Bergbau und Industrie. Über die Muttergesellschaft bestand auch eine 65-%-Beteiligung der IG-Farben an den Pfälzischen Pulverfabriken St. Ingbert. Bei der Firma arbeiteten während des Krieges 69 Zwangsarbeiter und Gefangene. Vom 18. Dezember 1942 bis zum 18. November 1943 waren in einer Baracke auf dem Firmengelände Polen untergebracht, die zu Verlade- und Reinigungsarbeiten eingesetzt waren. Sie wurden aber auch zu stark gesundheitsschädigenden Arbeiten in der A-Mühle (Salpetermühle, Rohstoffbereitung) gezwungen. Bei der Sprengstoffherstellung durften die Gefangenen wegen der Angst vor Sabotage und Diebstahl nicht eingesetzt werden. Ab dem Jahresende 1943 wurden die Polen durch 54 militärinternierte Italiener ersetzt. Aufgrund des Heranrückens der Front wurden die Italiener am 30. November 1944 evakuiert.
Nach dem Krieg fungierte der Manager der I.G. Farben Fritz Gajewski, einer der Hauptangeklagten im I.G.-Farben-Prozess, ab 1948 als Vorsitzender des Beirates der Dynamit Nobel GmbH Saarwellingen. Er war von 1931 bis 1945 im Vorstand der I.G. Farben und dort Leiter des Produktionsbereichs Photo und Synthetics. Ab 1933 war Gajewski Mitglied der NSDAP, ab 1940 Mitglied des Südosteuropa-Ausschusses und ab 1942 Wehrwirtschaftsführer.

#### Saarstaat und Volksabstimmung zum Saarstatut 1955

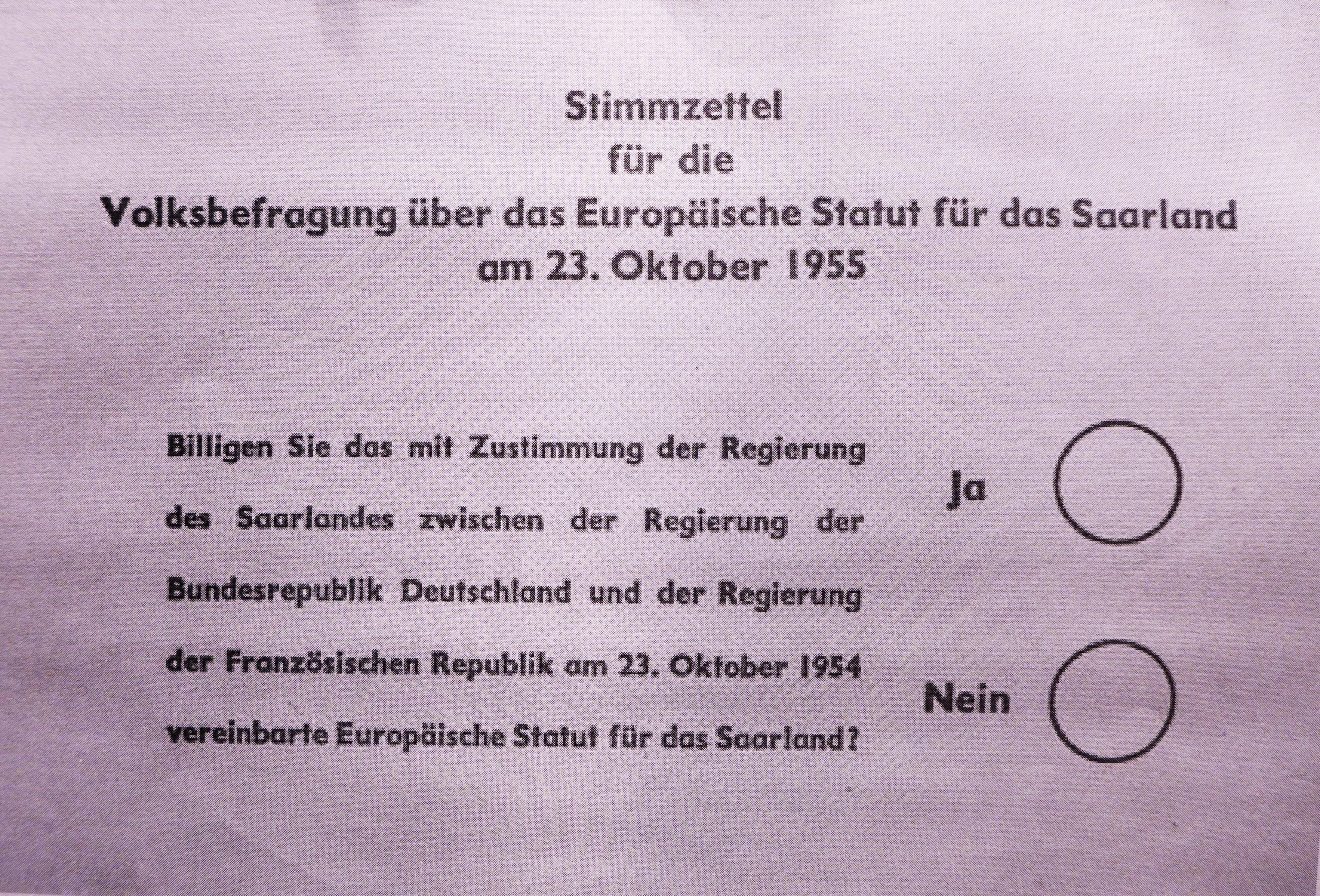
Stimmzettel für die Volksbefragung über das Europäische Statut für das Saarland am 23. Oktober 1955

Mit dem Inkrafttreten der Verfassung des Saarlandes am 15. Dezember 1947 wurde Saarwellingen Teil des Saarstaates.
Die Gemeinderäte der Gemeinden Saarwellingen, Schwarzenholz und Reisbach beantragten die Amtsbürgermeisterei Saarwellingen aufzulösen und die drei Gemeinden wieder in die Selbständigkeit zu entlassen. Das saarländische Innenministerium löste am 1. April 1948 den Verwaltungsbezirk (Amt) Saarwellingen auf. Jede Gemeinde war wieder selbständig mit einem ehrenamtlichen, aus der Mitte des Gemeinderates gewählten Bürgermeister an der Spitze.
Am 23. Oktober 1954 war zwischen dem deutschen Bundeskanzler Konrad Adenauer und dem französischen Ministerpräsidenten Pierre Mendès France das Abkommen zwischen den Regierungen der Bundesrepublik Deutschland und der Französischen Republik über das Statut der Saar ausgehandelt worden. Bis zum Abschluss eines Friedensvertrages mit Deutschland sah das Abkommen die Unterstellung des Saarlandes unter einen Kommissar der Westeuropäischen Union vor. Dieser sollte das Land nach außen vertreten. Die saarländische Regierung sollte jedoch weiter für die inneren Angelegenheiten zuständig und die wirtschaftliche Anbindung an Frankreich erhalten bleiben. Allerdings war auch eine engere wirtschaftliche Vernetzung mit der Bundesrepublik vorgesehen.
Bei der Volksabstimmung zum Abkommen am 23. Oktober 1955 über das Europäische Statut des Saarlandes stimmte Saarwellingen folgendermaßen ab: 1601 Wahlberechtigte stimmten mit Ja; 2685 Wahlberechtigte stimmten mit Nein. Die anderen Teilgemeinden Saarwellingens stimmten wie folgt ab:
- Schwarzenholz: 483 Wahlberechtigte stimmten mit Ja; 1114 Wahlberechtigte stimmten mit Nein.
- Reisbach: 551 Wahlberechtigte stimmten mit Ja; 831 Wahlberechtigte stimmten mit Nein.

Der saarländische Landesdurchschnitt der Ja-Sager lag bei 32,3 %, der der Nein-Sager bei 67,7 %.
Durch die darauf folgenden Verhandlungen und den Luxemburger Vertrag vom 27. Oktober 1956, in dem Frankreich der Rückgliederung des Saarlandes unter westdeutsche Hoheit zustimmte, wurde Saarwellingen zum 1. Januar 1957 politisch und am 6. Juli 1959 („Tag X“) wirtschaftlich der Bundesrepublik Deutschland angeschlossen.
Neubaugebiet im Hochgerichtswald
Bereits vor dem Zweiten Weltkrieg war das Gebiet nördlich der bebauten Ortslage von Saarwellingen ausgehend vom Bereich der Straße zum außerhalb gelegenen Bahnhof Saarwellingen-Nalbach (heute B 405) besiedelt worden. Der Großteil dieser Ebene war zu dieser Zeit allerdings noch vom Hochgerichtswald bedeckt, woher auch die Bezeichnung der späteren Siedlung rührt.
Nach dem Zweiten Weltkrieg begann man planmäßig, hier ein neues Wohngebiet anzulegen, um dem erhöhten Bedarf an Wohnraum gerecht zu werden, der sich vor allem durch den Aufschwung der nahegelegenen Industriebetriebe ergab. Die Lage bot sich durch die Nähe zur Dillinger Hütte, zum Werk von Dynamit Nobel und dem geplanten Industriegebiet Saarwellingen-Dickenwald besonders an. Das benachbarte Ford-Werk Saarlouis eröffnete im Jahr 1970.

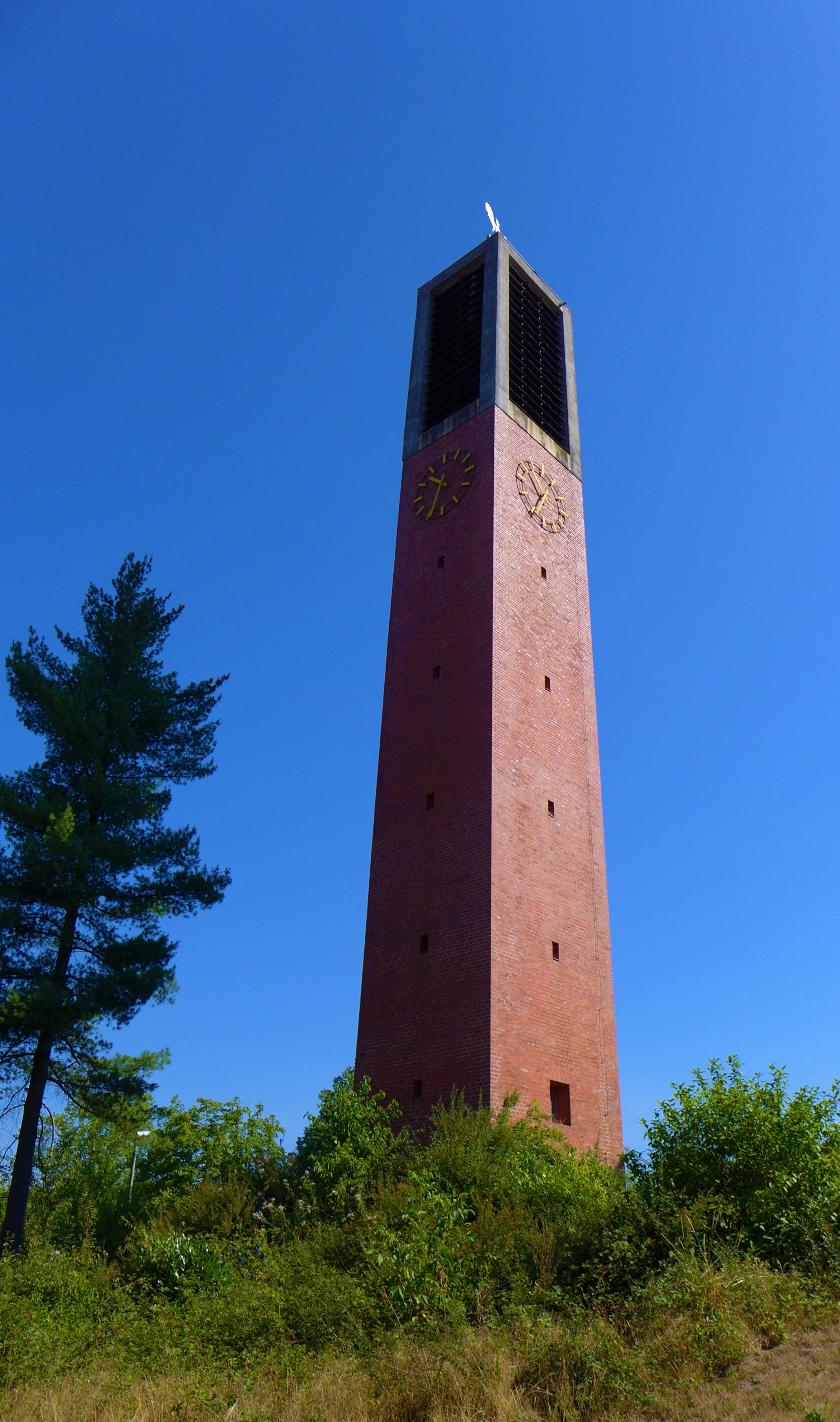
Saarwellingen, Kirchturm St. Pius X.
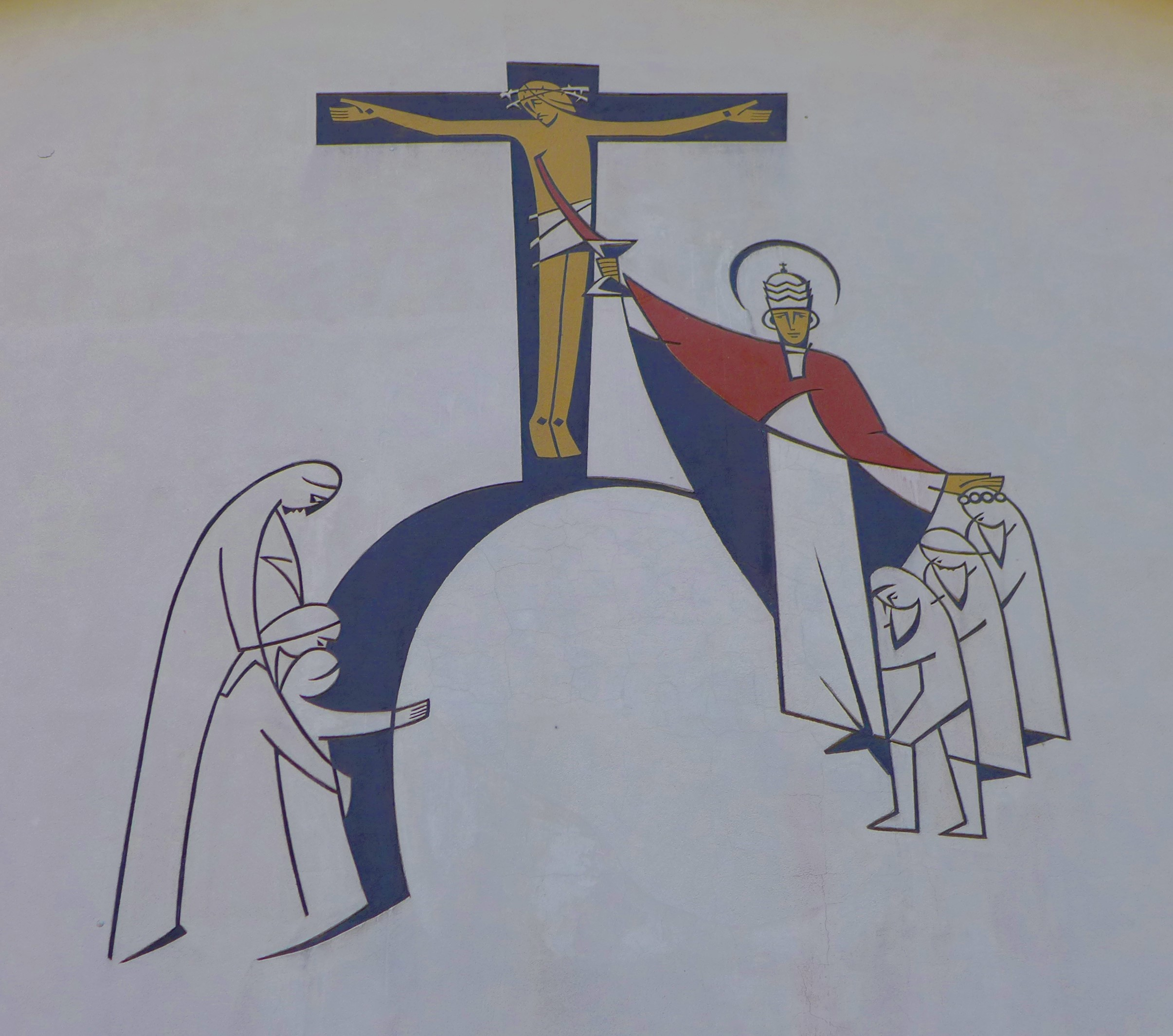
Saarwellingen, St. Pius X., Portalbild „Papst Pius X. als Begründer der Kinderkommunion“ von Arnold Mrziglod (1921–1984)
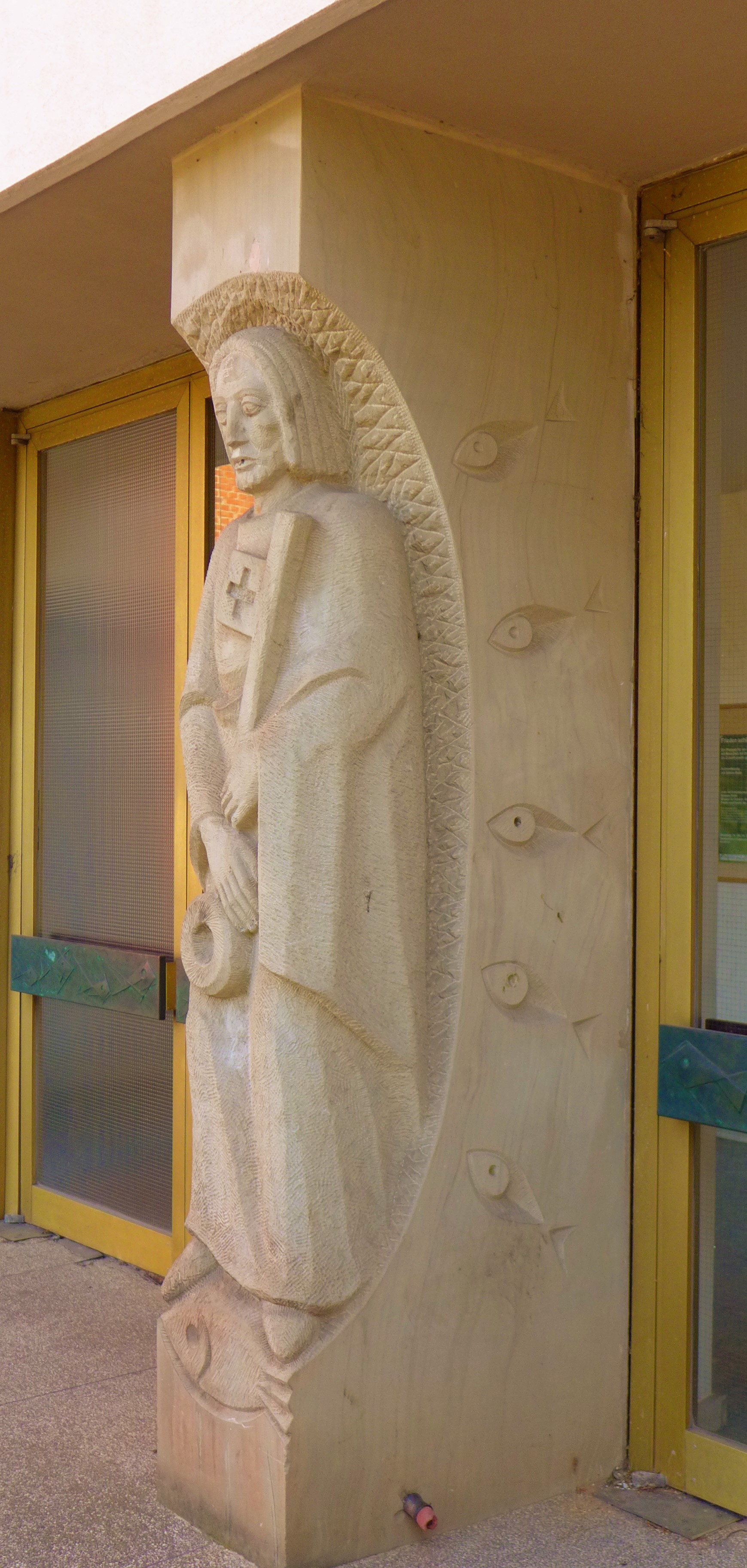
Saarwellingen, St. Pius X., Portalbereich mit Statue „Petrus als Fels der Kirche und Menschenfischer“
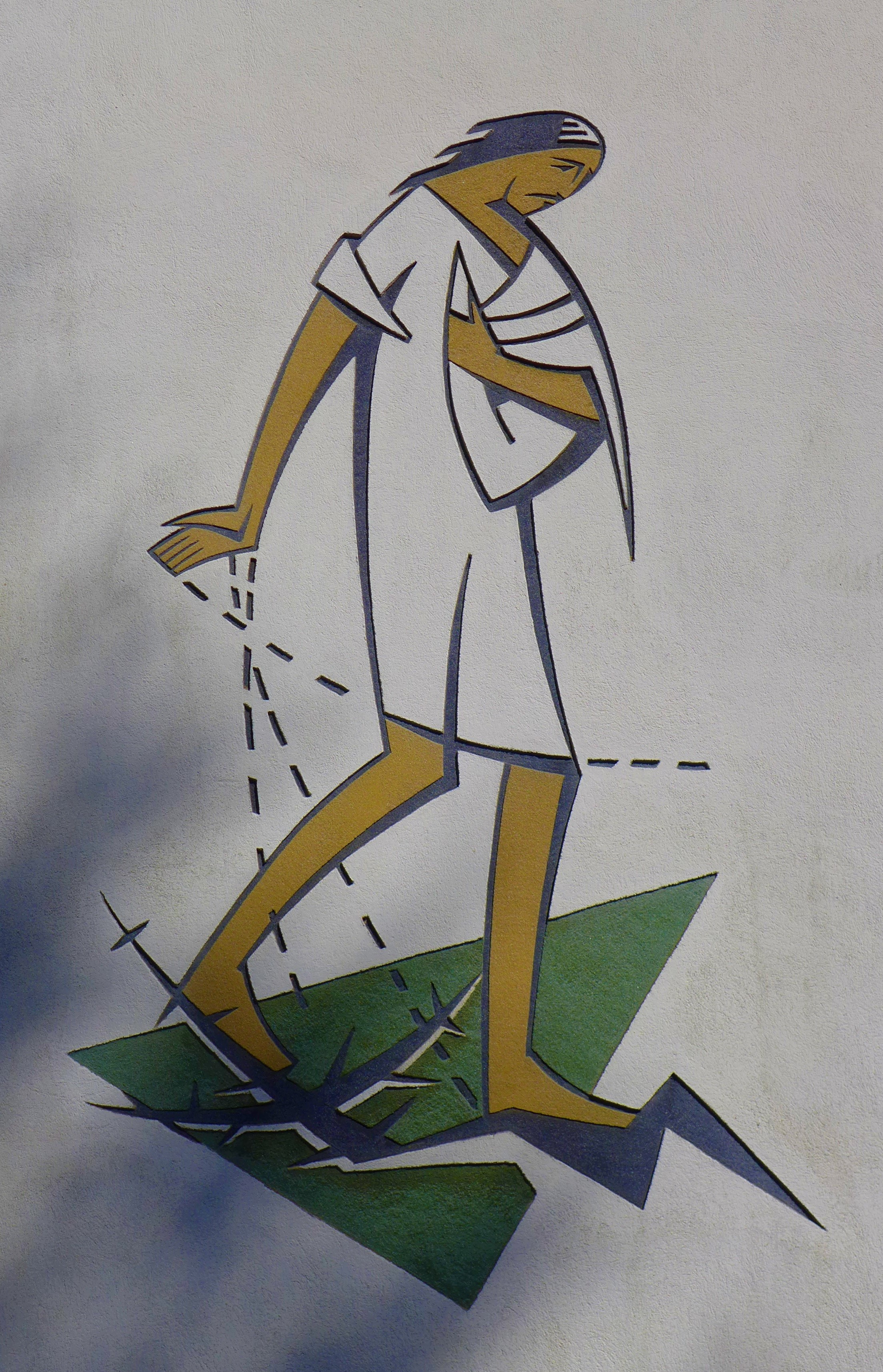
Saarwellingen, Pfarrhaus St. Pius X., Fassadenbild, Sgraffito „Das Gleichnis vom Sämann“ von Arnold Mrziglod (1921–1984)

In der Folge entwickelte sich ein eigener Ortsteil. Mit der Ludwig-Geraldy-Schule gab es eine eigene Grundschule, die Post und die Sparkasse eröffneten Filialen vor Ort, zahlreiche Geschäfte, Gastronomiebetriebe und eine Tankstelle siedelten sich an. In den Jahren 1959–1960 errichtete der Saarwellinger Architekt Toni Laub die Kirche St. Pius X. Später erhielt der Ortsteil noch eine Sonderschule mit einem Behindertenwohnheim und einem integrativen Kindergarten. In unmittelbarer Nähe befindet sich zudem das Saarwellinger Schulzentrum.

#### Saarländische Kommunalreform

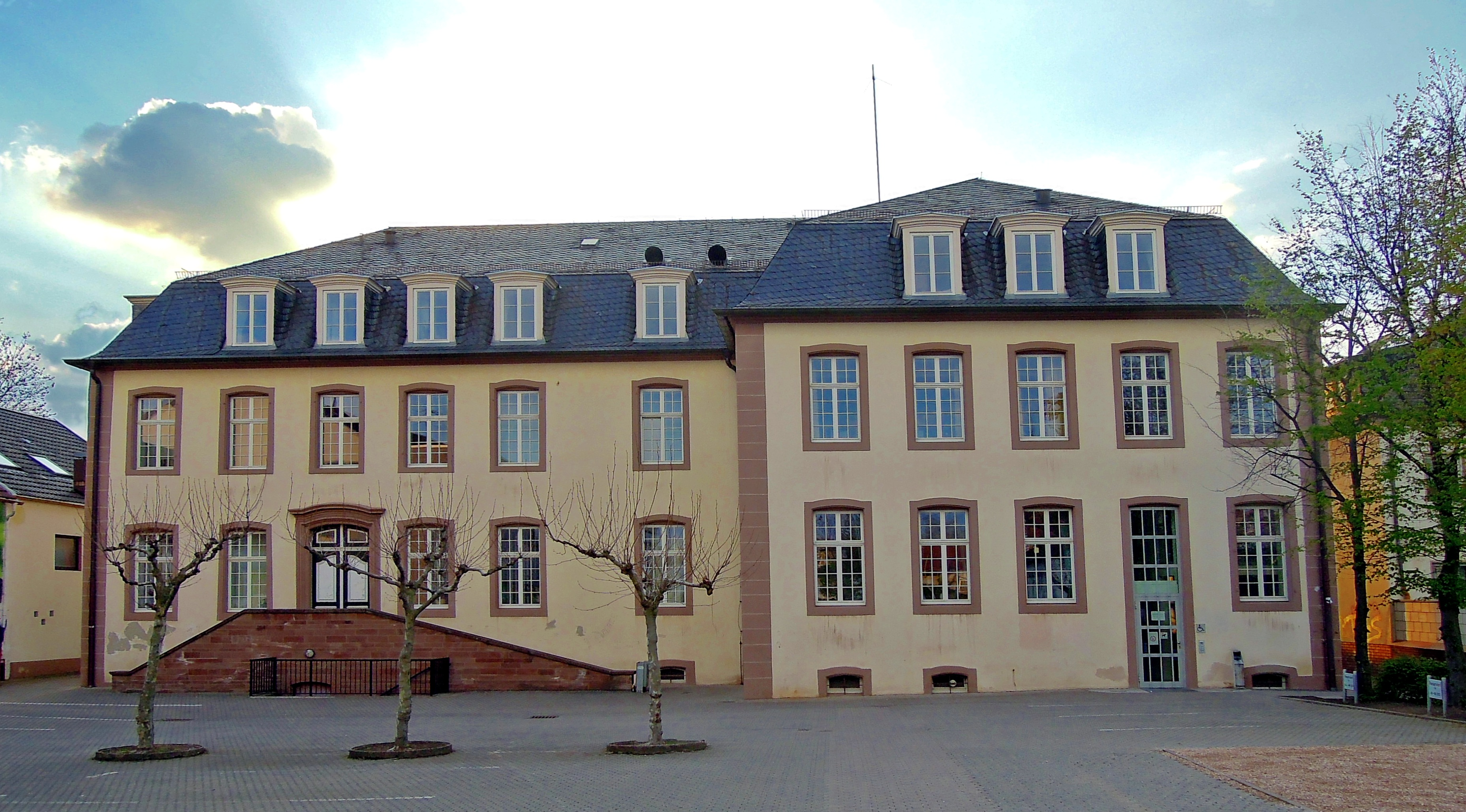
Saarwellingen, Rückansicht des ehemaligen gräflichen Schloss

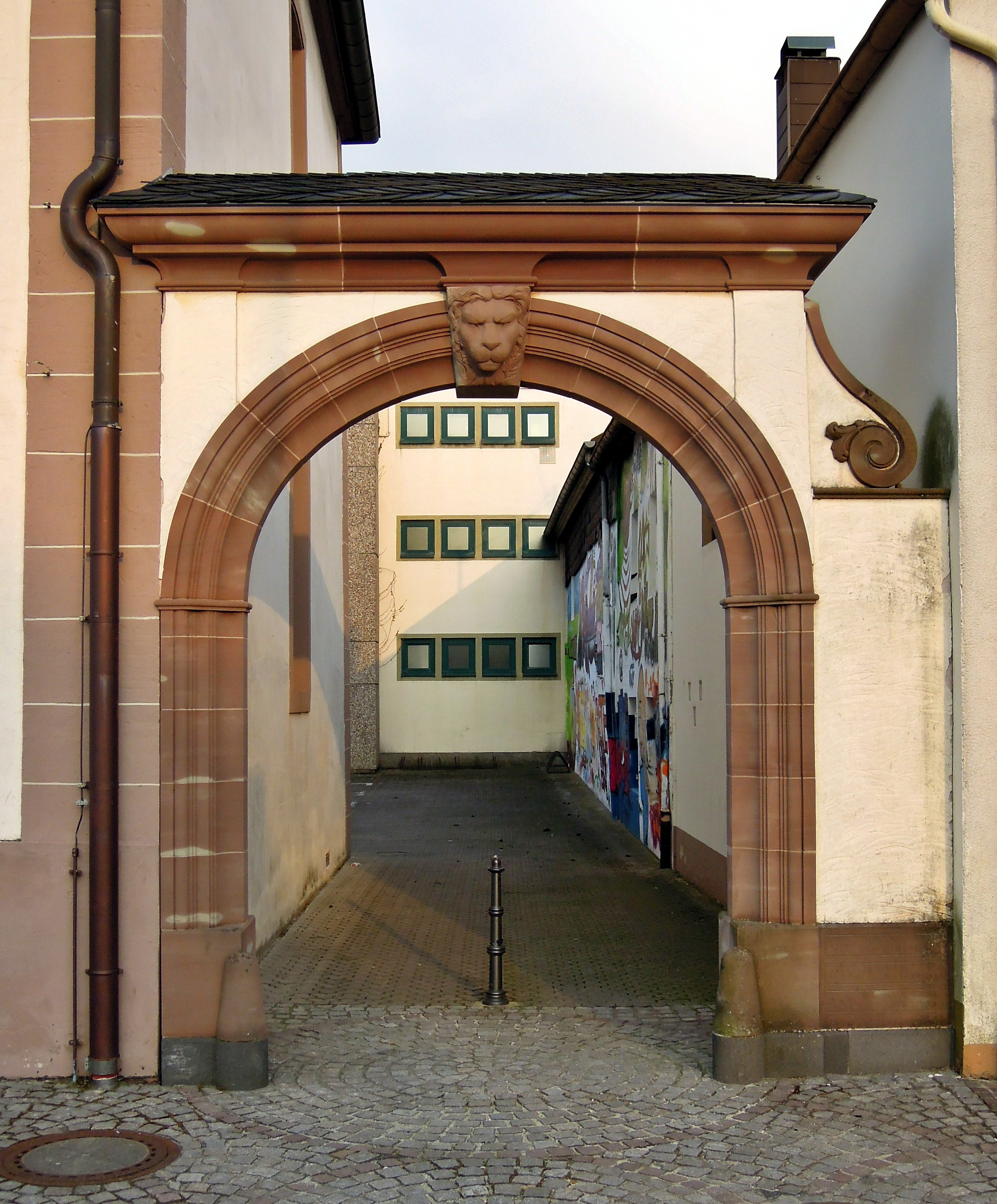
Saarwellingen, Rekonstruierter Torbogen des ehemaligen gräflichen Schlosses

Durch die am 1. Januar 1974 in Kraft getretene Gebiets- und Verwaltungsreform wurden die drei selbständigen Gemeinden Saarwellingen, Schwarzenholz und Reisbach zu einer Einheitsgemeinde zusammengeschlossen, die seither den Namen Saarwellingen führt.
In den Jahren 1976/1977 baute man das seit 1818 als Schulhaus genutzte ehemalige gräfliche Schloss zum Rathaus um.
Ein barocker Torbogen von 1766 überwölbte die rechtsseitige Einfahrt zum Schloßhof bis zum US-Artilleriebeschuss im Januar 1945. Granaten hatten den Torbogen bis auf das Fundament restlos zerstört. Während der Wiederaufbau des ebenfalls stark beschädigten Schulhauses im ehemaligen Schloss bis 1948 abgeschlossen werden konnte, verzichtete man damals auf die Rekonstruktion des Torbogens. Der Parallel-Torbogen auf der linken Seite des Schlosses war bereits der Schlosserweiterung des Jahres 1879 zum Opfer gefallen.
Bis zum Frühjahr 2002 wurde das als Rathaus genutzte historische Barockschloss umfangreich saniert. Vor diesem Hintergrund konstituierte sich zu Beginn des Jahres 2002 eine Interessengemeinschaft mit dem Ziel, den durch Kriegseinwirkungen zerstörten historischen Torbogen des Schlosses von 1766 in Saarwellingen originalgetreu wiederaufzubauen und so das Gebäudeensemble am Schloßplatz um ein kulturhistorisch interessantes Objekt zu bereichern sowie damit die kulturelle Identität der Bürger mit ihrer Heimat zu fördern.
Die Finanzierung der originalgetreuen Wiederherstellung des Torbogens konnte gänzlich durch Spenden von Bürgern und Unternehmen, sonstigen Institutionen sowie über die Aktivitäten der Interessengemeinschaft aufgebracht werden. Die Arbeiten zum Wiederaufbau des historischen Torbogens erfolgten im Frühjahr 2003. Zum Bau wurde ein Stein aus dem Elsass verwendet, der in Beschaffenheit und Farbe dem Original gleichkommt. Zudem erhielten die Außentreppen ein schmiedeeisernes barockes Geländer.
Die Vollendung der Baumaßnahmen wurde am 24. Mai 2003 unter Mitwirken der beiden Saarwellinger Fanfarenzüge „Die Crichinger“ und „Die Hesebacher“ in ihren historischen Landsknechtsuniformen feierlich begangen.

#### Bergbauschäden
Durch den Kohleabbau der Deutsche Steinkohle AG im Kohlefeld Primsmulde (Drei-Standorte-Konzept der Saarbergwerke AG seit 1988) kam es auch in Saarwellingen zu zahlreichen bergbaubedingten Erdbeben. Aus dem Gebiet Primsmulde Süd förderte das Unternehmen weit mehr als die Hälfte seiner damaligen Kohleförderung im Saarland. Es beschäftigte dort rund 3500 Bergleute.
Mit dem Jahreswechsel 2007/2008 nahm die Häufigkeit der Beben spürbar zu. Am 3. Januar 2008 wurde ein Beben mit der Stärke 3,4 auf der Richterskala gemessen. Die für die Beurteilung der Folgen wichtige Schwinggeschwindigkeit erreichte damals 42,3 Millimeter pro Sekunde. Am 23. Februar 2008 kam es durch einen Einsturz im Abbaufeld Primsmulde Süd zum bisher größten Erdbeben in der Geschichte des Saarlandes. In einer Tiefe von 1.500 Metern mit dem Epizentrum Bilsdorf erreichte das Beben eine Stärke von 4,0. Die Schwinggeschwindigkeit des Gesteins erreichte bis zu 93,5 Millimeter pro Sekunde. Nach Angaben der Polizei in Saarbrücken kam es zu Sachschäden an Gebäuden. Das Beben war im ganzen Landkreis Saarlouis zu spüren. Die bereits seit geraumer Zeit laufenden Protestbewegungen gegen den Kohleabbau in der Primsmulde erreichten unmittelbar darauf ihren Höhepunkt. Daraufhin wurde am 23. Februar 2008 von der saarländischen Landesregierung unter Ministerpräsident Peter Müller für das Bergwerk Saar ein Abbaustopp verfügt. Am 30. Juni 2012 endete die Steinkohleförderung im Bergwerk Saar und damit nach mehreren Jahrhunderten die Steinkohleförderung im Saarland.
Am 15. September 2014 kam es im Primstal zu einem bergbaubedingten Erdbeben der Stärke 2,7, das auch in Saarwellingen als explosionsartiger Knall zu spüren war. Das Epizentrum lag im Gebiet zwischen Saarwellingen und Bilsdorf. Vorwürfe, die Erschütterung sei eine Folge des Grubenwasseranstiegs, wies die RAG allerdings zurück. (Am stärksten war das Beben nach Angaben der RAG in Saarwellingen mit einer Schwinggeschwindigkeit von rund 3,6 Millimetern pro Sekunde. Die Schwinggeschwindigkeit am Schacht Primsmulde lag bei 7,5 Millimetern pro Sekunde.) Die Ursache des Bebens wurde im Bereich des ehemaligen Abbaugebietes Primsmulde in einer Tiefe von etwa 1400 Metern lokalisiert.
Bei den Beben wurde die Saarwellinger Kirche St. Blasius und Martinus beschädigt.

### Schwarzenholz
Die Herrschaft Schwarzenholz war im 13. Jahrhundert im Besitz diverser Herren. Vogt Hugo von Hunolstein vermachte im Jahr 1235 den Zehnt und das Patronat zu Schwarzenholz dem Kloster Fraulautern. Weitere Herrschaftsanteile der Ritter von Thedingen gelangen im 14. Jahrhundert in den Besitz des Klosters. Zusätzliche Güter hatten die Herren von Kastel inne, die Teile davon an das Kloster Fraulautern verkauften und andere Teile als Mitgift an die Herren von Lewenstein übertrugen. Die Herren von Rathsamhausen und von Lichtenberg verkauften im 16. Jahrhundert ihre Anteile an die Grafen von Saarbrücken.
Bedeutendste Feudalhoheit waren nun neben der Abtei Fraulautern die Grafen von Saarbrücken, die im Jahr 1562 auch die Herrschaftsanteile des Philipp von Lichtenberg erworben hatten. Graf Gustav Adolf von Nassau-Saarbrücken überließ im Jahr 1664 seine Anteile an Schwarzenholz der Abtei Fraulautern. Allerdings konnte das Frauenkloster erst in einem Vergleich am 9. Mai 1765 die vollständige Landeshoheit über das Gebiet der reichsunmittelbaren Herrschaft Schwarzenholz erlangen.

### Reisbach
Reisbach besteht aus den Ortsteilen Labach und Reisweiler, die bis zur Französischen Revolution unterschiedlichen Territorien zugehörten.
Labach war Teil der Herrschaft Schwarzenholz und teilte deren Geschichte.
Reisweiler dagegen war Teil der Grafschaft Saarbrücken.
Mit der Gebietsreform vom 1. April 1937 wurden die beiden ineinander übergehenden Ortschaften Reisweiler und Labach zum neuen Ort 'Reisbach' zusammengelegt.
Nördlich von Labach liegt die Burgstelle der „Alten Burg“.

### Gebietsreform
Am 1. Januar 1974 entstand die jetzige Gemeinde Saarwellingen durch den Zusammenschluss von Reisbach, Saarwellingen und Schwarzenholz.

## Politik

### Gemeinderat
Nach der Wahl vom 9. Juni 2024 ergibt sich folgende Sitzverteilung im Saarwellinger Gemeinderat:
- SPD: 12 Sitze (−1)
- CDU: 7 Sitze (−3)
- GRÜNE: 1 Sitz (−1)
- LINKE: 1 Sitz (−1)
- FWG Saarwellingen: 12 Sitze (+6)

### Bürgermeister
| Amtszeit   | Name                                               |
| ---------- | -------------------------------------------------- |
| 0000–1985: | Nikolaus Missler, CDU                              |
| 1985–2003  | Werner Geibel, SPD                                 |
| 2004–2016  | Michael Philippi, SPD (als Einzelbewerber gewählt) |
| 2016-2024  | Manfred Schwinn, SPD                               |
| seit 2024  | Horst Brünnet, FWG                                 |

### Wappen
Im Jahre 1726 gelangte Saarwellingen an die Grafschaft Wied-Runkel, aus deren Wappen der doppeltgeschwänzte goldene Löwe der Gemeinde Saarwellingen am 10. September 1951 von der Regierung des Saarlandes unter Ministerpräsident Johannes Hoffmann als Gemeindewappen verliehen wurde. Auf dem Gemeindewappen ebenfalls abgebildet sind die Wappenbestandteile der früheren Gemeinden Reisbach und Schwarzenholz:
In Blau ein rotgezungter goldener Löwe mit doppeltem Schweif, begleitet oben rechts von einem fünfspeichigen silbernen Wagenrad und oben links von einer mit einem anstoßenden roten Ankerkreuz belegten goldene Scheibe. Die Gemeindefarben sind Gelb-Blau.
Das Wappen der zum 1. Januar 1974 aus den früheren Gemeinden Reisbach, Saarwellingen und Schwarzenholz neugebildeten Gemeinde Saarwellingen enthält heraldische Elemente, die in den Wappen der drei Vorgängergemeinden enthalten waren. Der Löwe aus dem Wappen der reichsunmittelbaren Herrschaft Saarwellingen unter den Herren von Kriechingen im 17. und 18. Jahrhundert entstammt dem früheren Wappen von Saarwellingen. Das Speichenrad ist dem früheren Wappen von Schwarzenholz entnommen und verweist auf die gleichnamige reichsunmittelbare Herrschaft der Abtei Fraulautern. Die Scheibe mit dem Ankerkreuz kommt aus dem früheren Wappen von Reisbach, wo das Zeichen noch auf Grenzsteinen zu finden ist. Das Ankerkreuz findet man im Kriechinger Wappen. Im Jahr 1546 wurde es als Wappen der Herrschaft Pittingen in das Kriechinger Stammwappen aufgenommen. Die Kriechinger sind die ältesten Feudalherren, deren Zeichen auf Grenzsteinen rund um Saarwellingen zu finden sind.
Das Wappen wurde von Alois M. Peter entworfen.

### Partnerschaften
Saarwellingen unterhält Partnerschaften mit dem französischen Bourbon-Lancy, mit dem niederbayerischen Reisbach und mit dem tschechischen Stochov.

## Kultur und Sehenswürdigkeiten

### Kunst im öffentlichen Raum
- Rathausbrunnen

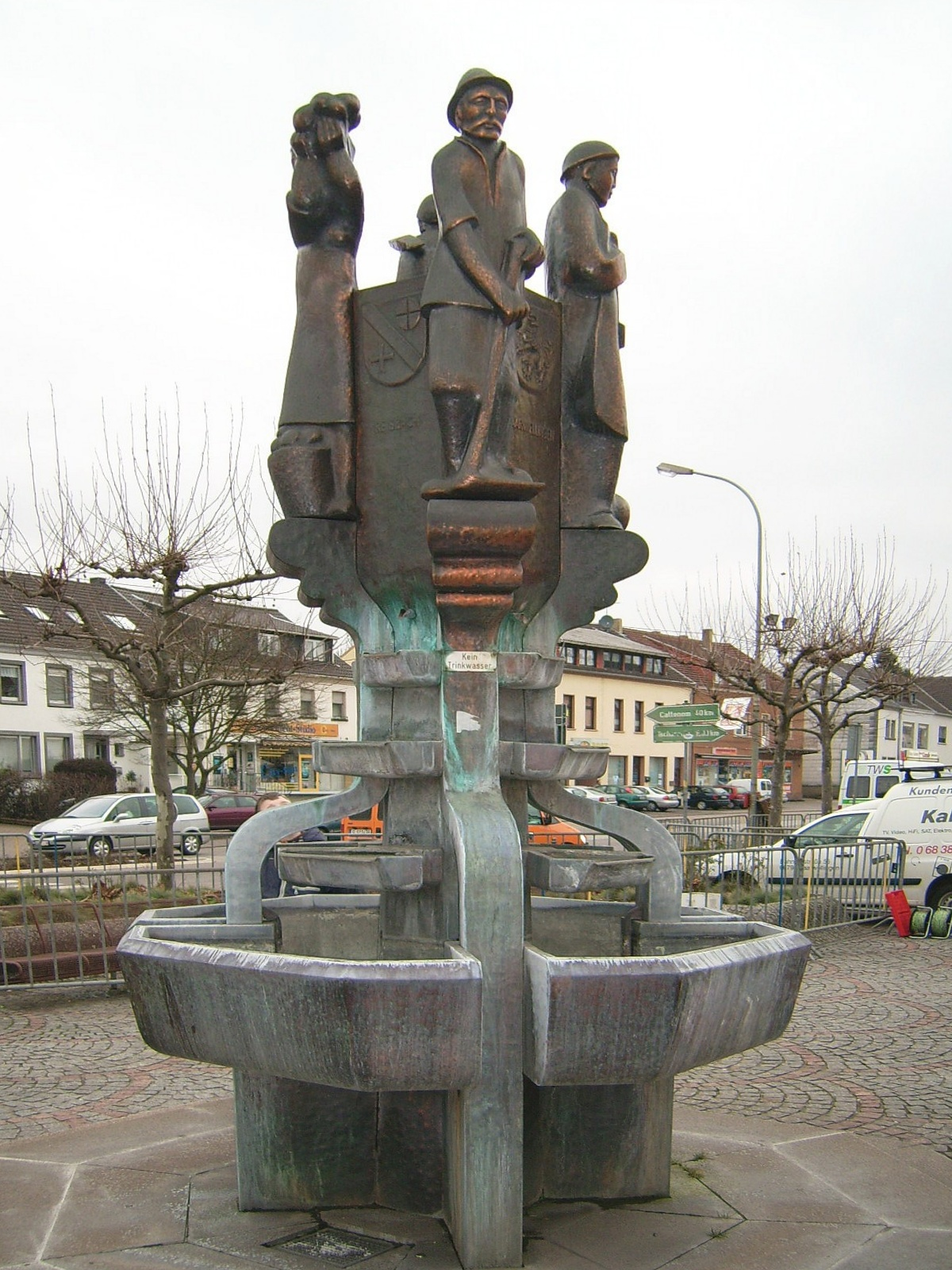
Saarwellingen, Rathausbrunnen

Der im Jahr 1983 von der Firma Steines in Bekond, Landkreis Trier-Saarburg, geschaffene Brunnen aus handgehämmertem Kupfer auf dem Schlossplatz vor dem Rathaus weist vier Öffnungen im zentralen Brunnenpfeiler auf, denen Wasser entströmt, das sich jeweils über drei zunehmend größere, polygonale Schalen in das große, ebenfalls polygonale Auffangbecken ergießt. In der Gegenrichtung entwickeln sich aus dem Brunnenständer heraus Bänder, die sich zum Brunnenpfeiler hinbiegen, sich an ihn schmiegen und sich schließlich nach oben zu stark profilierten Konsolen entwickeln. Auf diesen finden vier Figuren Platz, die vier, für Saarwellingen typische Berufe darstellen: Bergmann, Hüttenarbeiter, Bauer und Marktfrau. Zwischen ihnen erkennt man die Wappen der ehemals selbständigen Gemeinden Saarwellingen, Schwarzenholz und Reisbach, sowie das Wappen der Einheitsgemeinde Saarwellingen.
- Ehrenmal

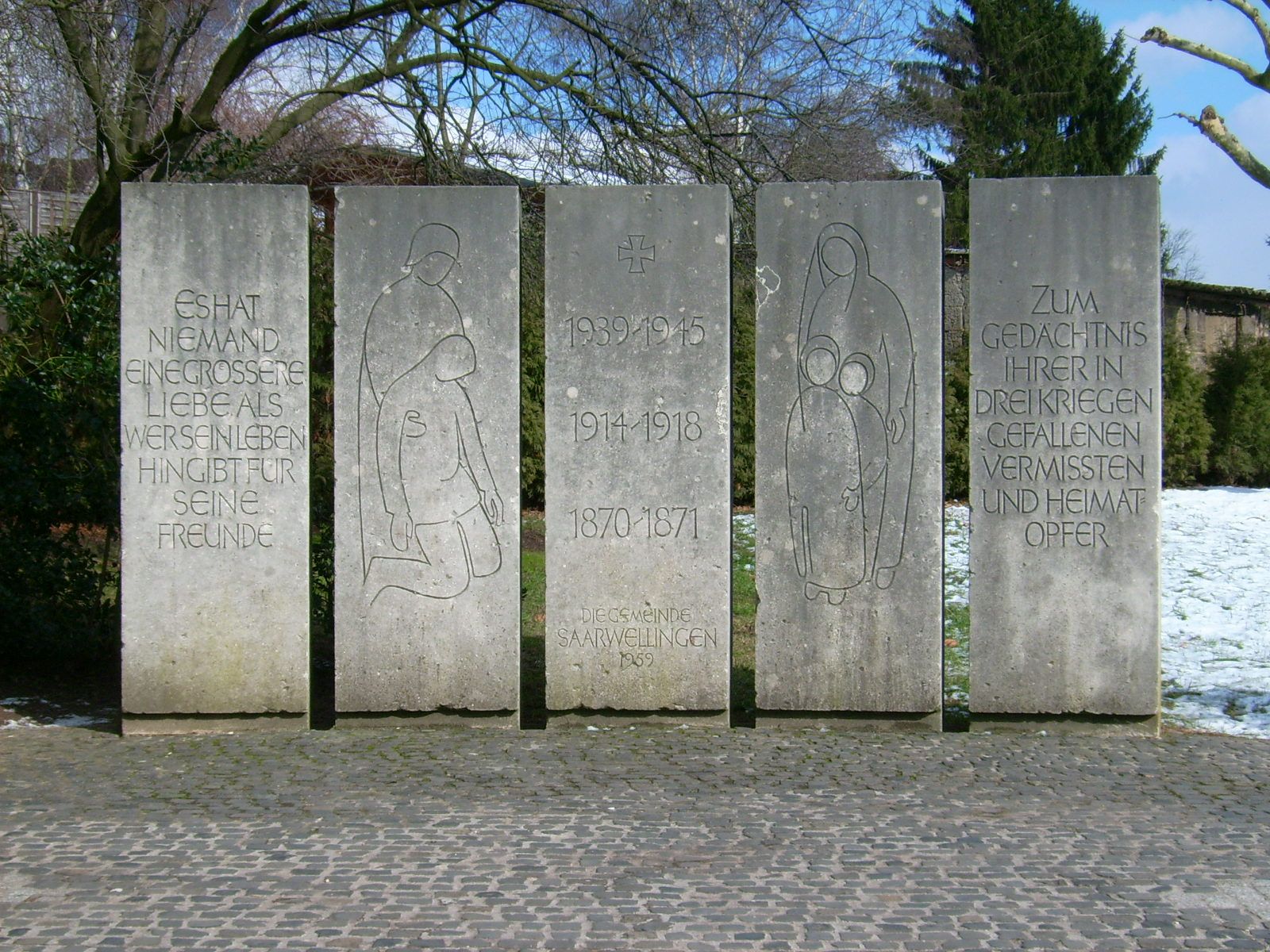
Ehrenmal Saarwellingen

Das im Jahr 1959 eingeweihte Ehrenmal eines unbekannten Künstlers auf einer kleinen Platzanlage an der Schlossstraße/Ecke Eichbergstraße erinnert an die militärischen und zivilen Opfer des Deutsch-Französischen Krieges, des Ersten Weltkrieges und des Zweiten Weltkrieges. Von den fünf nebeneinander aufgestellten stelenartigen Steintafeln tragen die mittlere und die äußeren Inschriften, die beiden anderen bildliche Darstellungen. Schemenhaft, nur in eingravierten Umrisslinien und ohne Gesichter wiedergegeben, zeigt das eine Relief einen stehenden Soldaten mit Stahlhelm, der einen in sich zusammensackenden leblosen Körper eines Mannes hält, und das andere eine Frau mit Witwenschleier und zwei Kindern. Die Inschriften, die in religiöser Überhöhung den Tod der Gefallenen mit dem jesuanischen Gebot der Nächstenliebe in Zusammenhang bringt, bezieht sich auf das Neue Testament (Joh 15,13 ) und lautet: „ES HAT / NIEMAND / EINE GROESSERE / LIEBE ALS / WER SEIN LEBEN / HINGIBT FÜR / SEINE / FREUNDE“, „1939-1945 / 1914-1918 / 1870-1871 / DIE GEMEINDE / SAARWELLINGEN / 1959“ und „ZUM / GEDÄCHTNIS / IHRER IN / DREI KRIEGEN / GEFALLENEN / VERMISSTEN UND HEIMAT- / OPFERN“. Das Ehrenmal wurde an Stelle des zerstörten Kriegerdenkmals von 1870/71 errichtet. Die Regierung des Saarlandes gab einen finanziellen Zuschuss.
- Damona-Figur im Rathausfoyer

Im Foyer des Rathauses von Saarwellingen erinnert eine kleine Plastik an die Partnerschaft der Städte Saarwellingen und Bourbon-Lancy, die im Jahre 1989 besiegelt wurde. Unter den gerahmten, an der Wand hängenden Urkunden sitzt auf einem Holzsockel, der mit Städtewappen und Inschriften ebenfalls die Jumelage ins Gedächtnis rufen soll, die Bronzefigur der Damona, der Quellgöttin des gallo-romanischen Ortes Aquae Bormonis (heute Bourbon-Lancy). Auf ihrem eingeringelten Fischschwanz sitzend, stützt sich die Göttin mit der linken Hand auf dem Sockel ab, während ihre Rechte ein geflügeltes Fabelwesen an den nackten Oberkörper hält. Die Bronzeplastik ist ein Geschenk der Gemeinde Bourbon-Lancy (Département Saône-et-Loire) an die Gemeinde Saarwellingen. Sie wurde von einem Künstler aus der Nähe des burgundischen Ortes im Jahr 1989 geschaffen.
- Skulptur „Findling mit dem polierten Granitband“

1986, Granit, 2,40 × 2,00 × 1,80 m, Lachwald, Saarwellingen
Der von dem Bildhauer Paul Schneider gestaltete Findling mit einem eingravierten Gedichttext des österreichischen Lyrikers, Übersetzers und Essayisten Erich Fried war ursprünglich im Außenbereich des nun nicht mehr existierenden Polizei-Schießstandes im Saarwellinger Lachwald aufgestellt worden. Das eingemeißelte Gedicht von Erich Fried „Die Zeit der Steine“ lautet: „DIE ZEIT DER PFLANZEN / DANN KAM DIE ZEIT DER TIERE / DANN KAM DIE ZEIT DER MENSCHEN / NUN KOMMT DIE ZEIT DER STEINE / WER DIE STEINE REDEN HÖRT / WEISS / ES WERDEN NUR STEINE BLEIBEN / WER MENSCHEN REDEN HÖRT / WEISS / ES WERDEN NUR STEINE BLEIBEN“.
- Skulptur „Saar ohne Grenzen“

Mit finanzieller Unterstützung der Kreissparkasse Saarlouis und der saarländischen Karlsberg Brauerei entstand im Jahr 1996 eine Skulptur für die Außenanlagen des Alten Rathauses (Vorstadtstraße 77) in Saarwellingen, das 1994 nach Sanierungs- und Umbauarbeiten als Kulturzentrum der Gemeinde eine neue Nutzung gefunden hatte. Die beiden Steine – es handelt sich um zwei Blöcke aus lothringischem Jaumont-Stein, einem Gestein, das wegen seiner warmen, gelben Farbe und sanften Oberfläche auch Sonnenstein genannt wird – wurden roh herangebracht und an Ort und Stelle von dem lothringischen Steinbildhauer Toun (Antoine Dihé) bearbeitet. Unter dem Arbeitstitel „Saar ohne Grenzen“ entstand eine Skulptur, die die Verständigung und Vereinigung über die Grenzen hinaus symbolisieren soll. Die beiden Blöcke stehen in einer Entfernung von ca. 10 cm nebeneinander. Die eingemeißelten, schwungvollen (Fluss-)Windungen setzen sich von einem Stein zum anderen fort. Runde Öffnungen in den Steinen laden dazu ein, sich durch die Öffnungen die Hand zu reichen.

## Bildung
Noch im Jahr 1781 bestand in Saarwellingen nur eine Winterschule. Der Unterricht wurde in der Wohnstube des Lehrers erteilt, der in der Saarwellinger Kirche zugleich als Küster fungierte. Seit dem Jahr 1772 fand der Unterricht in einem Haus in der Kirchengasse statt. Zu einem späteren Zeitpunkt wurde ein Haus vor der Saarwellinger Kirche aufgekauft, das jedoch im Jahre 1816 zusammen mit der Dorfkirche und dem größten Teil des Ortes einem Brand zum Opfer fiel. Danach diente das ehemals gräfliche Schloss, das die Gemeindeverwaltung im Jahr 1816 angekauft hatte, als Schulhaus.
Bis zum Jahr 1842 stieg die Schülerzahl auf 290 Schüler an, die in einer einzigen Klasse unterrichtet werden sollten. Aufgrund dieses unhaltbaren Zustandes wurde daraufhin erstmals eine Lehrerin eingestellt, die auch den Handarbeitsunterricht für die Mädchen erteilte. In der Folgezeit erhöhte sich die Schülerzahle von 432 im Jahre 1874 auf 959 im Jahre 1912. Die Klassenzahl vermehrte sich nun von 5 auf 12, so dass im Jahre 1912 durchschnittlich 80 Schüler pro Klasse beschult wurden. In den Wintermonaten fand Ganztagsunterricht und in den Sommermonaten Halbtagsunterricht statt, damit die Kinder ihren Eltern bei der Haus- und Feldarbeit zur Hand gehen konnten. Im Jahr 1875 wurde von der Gemeinde für die neu zu bildende fünfte Klasse in der Nalbacher Straße in der Nähe des Marktplatzes ein Gebäude angekauft. In diesem Haus wurden zwei Wohnungen für Lehrerinnen, eine Lehrerwohnung sowie ein Lehrsaal eingerichtet. Zusätzlich mietete der Gemeinderat im Jahr 1877 drei Zimmer in der Lebacher Straße, ebenfalls in der Nähe des Marktplatzes, an. Zwei Räume richtete man als Schulsaal her, das dritte Zimmer bewohnte ein Lehramtsanwärter. In den Jahren 1878/1879 erweiterte man das ehemalige Schlossgebäude um vier Klassensäle, eine Lehrerwohnung sowie Kellerräume. Im Jahr 1895 wurde auch der Saal der jüdischen Schulklasse belegt, sodass die jüdischen Schüler fortan in ein Privathaus umzogen.
In den Jahren 1902/1903 errichtete die Gemeinde ein neues Schulhaus im Kappelgarten mit vier Schulsälen, wobei zunächst nur drei Unterrichtsräume belegt wurden und man den vierten mit den übrigen Räumen als Lehrerwohnung benutzte. Im Jahr 1913 begann man mit dem Bau der Waldschule, die allerdings aufgrund des Ersten Weltkrieges erst im Jahr 1923 fertiggestellt werden konnte.
Die jüdische Synagogengemeinde erwarb im Jahr 1907 in der Engelstraße ein Haus für 9000 Mark, das fortan als Schule und Lehrerwohnung diente. Durch den Zwang der nationalsozialistischen Herrschaft wurde die jüdische Kultusgemeinde nach dem Anschluss des Saargebietes an das Deutsche Reich im Jahr 1935 gezwungen, das Gebäude im Jahr 1936 aufzugeben.
Nach dem Zweiten Weltkrieg begann der Wiederaufbau der durch Artilleriebeschuss zum Teil stark beschädigten Saarwellinger Schulgebäude. Die Kappelschule (oder Donauschule) war zu 80 %, die Schlossschule zu 70–80 % und die Waldschule zu 15 % beschädigt. Während der Instandsetzungsarbeiten fan der Unterricht in den Festsälen der örtlichen Gastwirtschaften statt. An der Donauschule wurde der Unterricht am 26. April 1949 wieder aufgenommen. Durch den Bau des Ortsteils „Wald“ im Saarwellinger Hochgerichtswald wurde auch dort ein neues Schulhaus notwendig. Es wurde im Jahr 1955 fertiggestellt. In den Jahren 1963 bis 1966 wurde die zwölfklassige Gutbergschule errichtet. Durch den Neubau hatte die Gemeinde die Möglichkeit geschaffen, das Schulhaus im ehemaligen gräflichen Schloss zu räumen. Aktuell verfügt der Ort Saarwellingen (ohne seine Ortsteile) über folgende Schulen:
- Grundschule Gutberg (mit Gutberg- und Kappelschulhaus)
- Erweiterte Realschule/Gemeinschaftsschule „Schule an der Waldwies“ (Name seit 2013)
- Kreissonderschule G (Waldschule)

In der nahen Kreisstadt Saarlouis sowie in den Nachbarstädten Dillingen und Lebach befinden sich weiterführende Schulen.
Die Grundschule Reisbach befindet sich in der Lohwiese und trägt den Namen „Astrid-Lindgren-Schule“. Seit Beginn des Schuljahres 2008/2009 gehen die Schwarzenholzer Grundschüler in Reisbach zur Schule. Die Grundschule II (Ludwig-Geraldy-Schule) in der Bahnhofsstraße wurde geschlossen.
Im Bereich der Erwachsenenbildung gibt es in Saarwellingen eine Volkshochschule und auch die Katholische Erwachsenenbildung im Kreis Saarlouis (Dillingen) bietet zahlreiche Kurse an. Ebenso existiert eine Musikschule.
Im Gemeindegebiet Saarwellingens gibt es folgende Kindergärten:
- Kath. Kindergarten St. Blasius, Saarwellingen
- Kath. Kindergarten St. Pius, Saarwellingen
- Integrativer Kindergarten der Lebenshilfe Kreisvereinigung Saarlouis e. V., Saarwellingen
- Kath. Kindergarten St. Elisabeth, Schwarzenholz
- Kath. Kindergarten St. Marien, Reisbach
- Kita „Kinderland“ im Kreis Saarlouis, Saarwellingen

## Wirtschaft und Infrastruktur

### Verkehr

#### Straßenverkehr
Saarwellingen ist durch fünf Anschlussstellen der Bundesautobahn 8 (Luxemburg – Salzburg) sowie durch die Bundesstraßen 269 (Birkenfeld – Metz) und 405, die ihren Ausgang beim Ortsteil Wald nimmt und über Bouzonville nach Thionville führt, an das überregionale Straßennetz, nicht nur nach Deutschland, sondern auch nach Frankreich, Luxemburg bzw. Benelux und Österreich gut angebunden.

#### Eisenbahn
Die nächsten Bahnhöfe sind:
- Der im Jahr 1858 eröffnete Bahnhof Dillingen (Saar). Er ist ein Bahnknoten an der Saarstrecke der Deutschen Bahn (Saarbrücken–Trier–Koblenz) mit Abzweig der Niedtalbahn ins französische Thionville sowie der Primstalbahn.
- Der Saarlouis Hauptbahnhof (zuerst 1858 in Fraulautern, ab 1912 in Roden)

Die Eisenbahnstrecke Dillingen–Primsweiler sollte nach der Planungen der Gemeinderäte im Jahr 1888 ursprünglich am rechten Primsufer verlaufen. Sie sollte die Bahnstrecke Trier–Hermeskeil–Wemmetsweiler und Trier–Saarbrücken durch eine Querstrecke verbinden. Die Eisenbahnverwaltung entschied sich jedoch für eine Streckenführung auf der linken Primsseite. Die Bauarbeiten wurde 1897 begonnen und bis 1901 fertiggestellt. Für die Gemeinden des Nalbacher Tales und die Gemeinde Saarwellingen gab es nun einen Bahnhof Nalbach, der allerdings auf Saarwellinger Gemarkung lag sowie einen Haltepunkt in Körprich. Im Juni 1980 wurde der Personenverkehr auf der Strecke durch das Primstal eingestellt. Der Güterverkehr verläuft weiterhin nach Bedarf über die Strecke.
Die Straßenbahnlinien Saarlouis–Saarwellingen sowie die Strecke Saarlouis–Dillingen–Nalbach wurden in den 1950er Jahren zugunsten des Omnibusverkehrs stillgelegt.
Der Hauptbahnhof Saarlouis und der Bahnhof Dillingen/Saar sind mit öffentlichen Verkehrsmitteln von Saarwellingen aus zu erreichen.
Des Weiteren erreicht man von den Ortsteilen Reisbach und Schwarzenholz auch gut die Saarbahn-Haltestellen in Eiweiler (Heusweiler) und Walpershofen.

#### Öffentlicher Personennahverkehr
Das Gemeindegebiet ist durch mehrere Linien der Kreisverkehrsbetriebe gut vernetzt und mit dem Umland verbunden. Hinzu kommen einige Bahnbuslinien.
Mehrere Taxiunternehmen sind ortsansässig.

#### Flughäfen im näheren Umkreis
In einem Radius von 100 km finden sich mehrere Flughäfen, von denen besonders erwähnenswert sind:
- Saarbrücken-Ensheim
- Luxembourg-Findel
- Lautzenhausen-Hahn im Hunsrück
- Saarlouis-Düren als Verkehrslandeplatz für Privatmaschinen
- Segelfluggelände Dillingen in Diefflen

### Ortsansässige Unternehmen
Die Automobilzulieferer Syncreon, HL Logistics und Facil sowie Saarcoating und DB Schenker betreiben Produktionsstätten im Industriepark. Außerdem haben sich im Gewerbegebiet John die Firma RESA (Schaltanlagenbau), und einige Ford-Zulieferer niedergelassen. Im Industriegebiet Dickenwald hat sich unter anderem ein Werk der Schokoladenfabrik Ludwig (Marken u. a. Trumpf, Schogetten, Mauxion) angesiedelt.
Weitere wichtige Arbeitgeber in der unmittelbaren Umgebung sind der Stahlindustrie sowie metallverarbeitenden Betrieben und dem Handwerk zuzuordnen. Beispiele dafür sind die Dillinger Hütte, die Bartz-Werke, die Dillinger Fabrik gelochter Bleche sowie die NEMAK-Alugießerei in Dillingen. Die Automobilbranche ist mit den Ford-Werken auf dem Saarlouiser Röderberg vertreten. Zahlreiche Arbeitsplätze bieten auch verschiedene Einzelhandelsunternehmen. Die Arbeitslosenquote des Landkreises Saarlouis betrug im Juli 2020 6,1 %.

## Religion

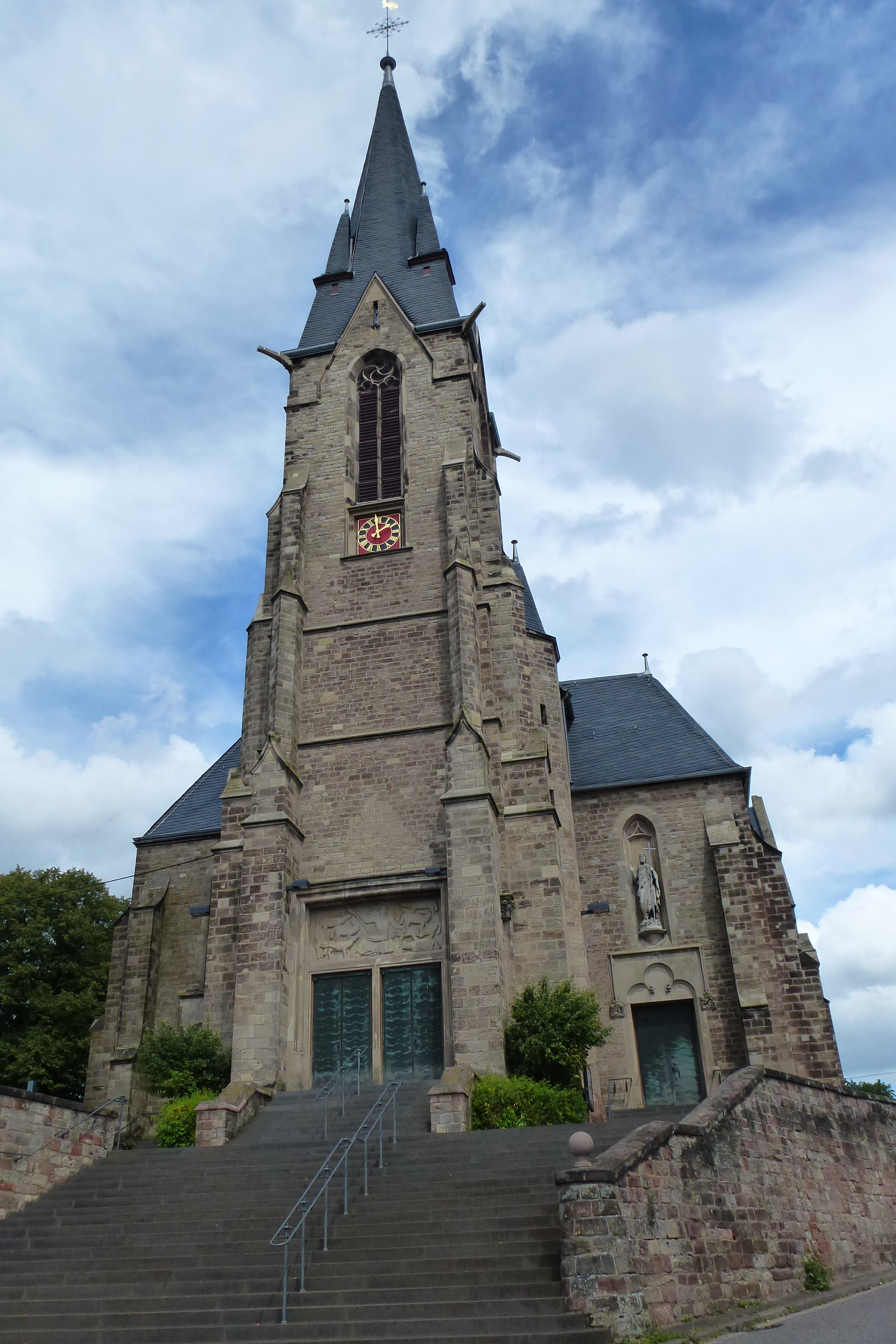
Saarwellingen, St. Blasius und Martinus
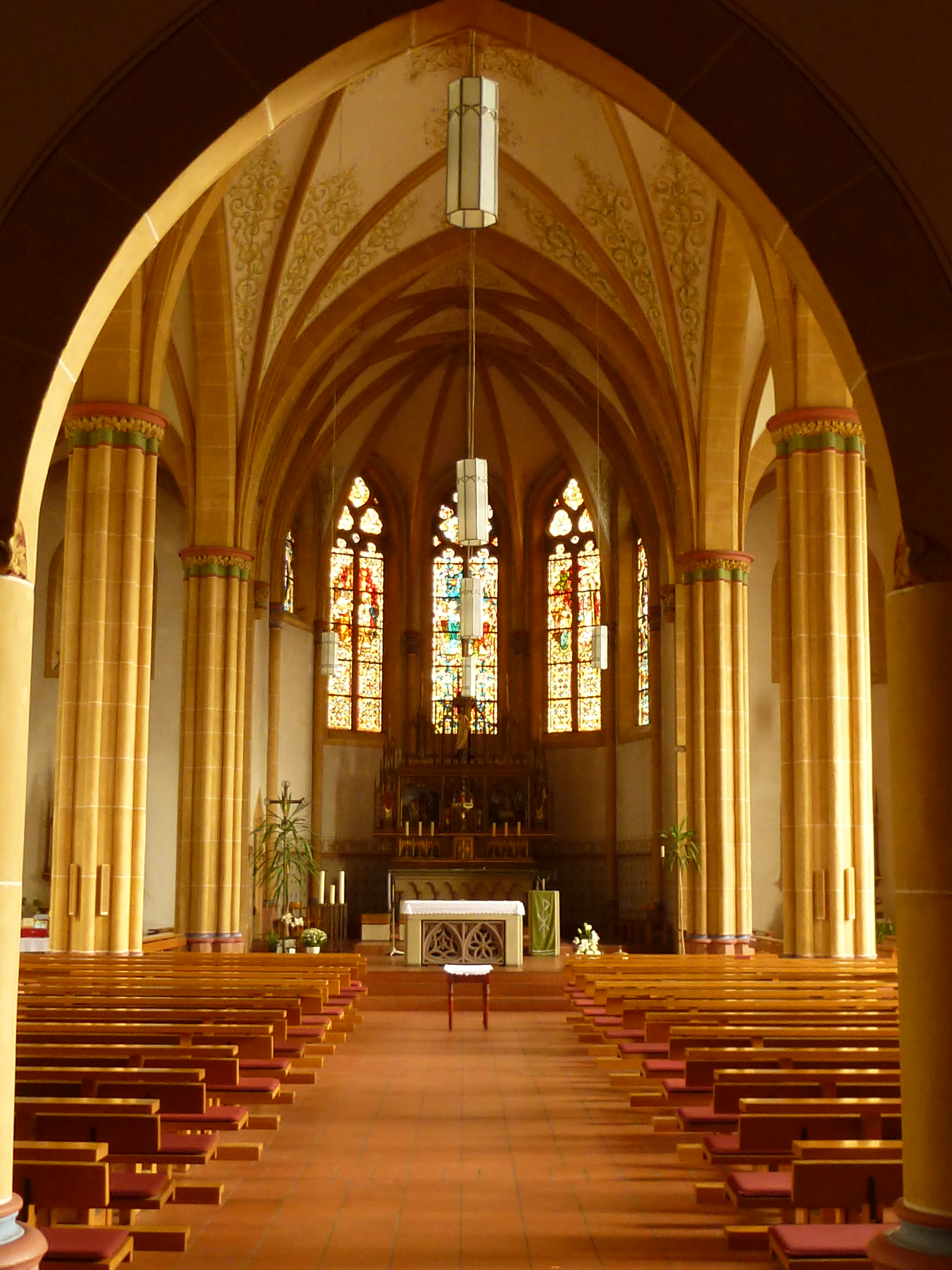
Saarwellingen, St. Blasius und Martinus, Inneres
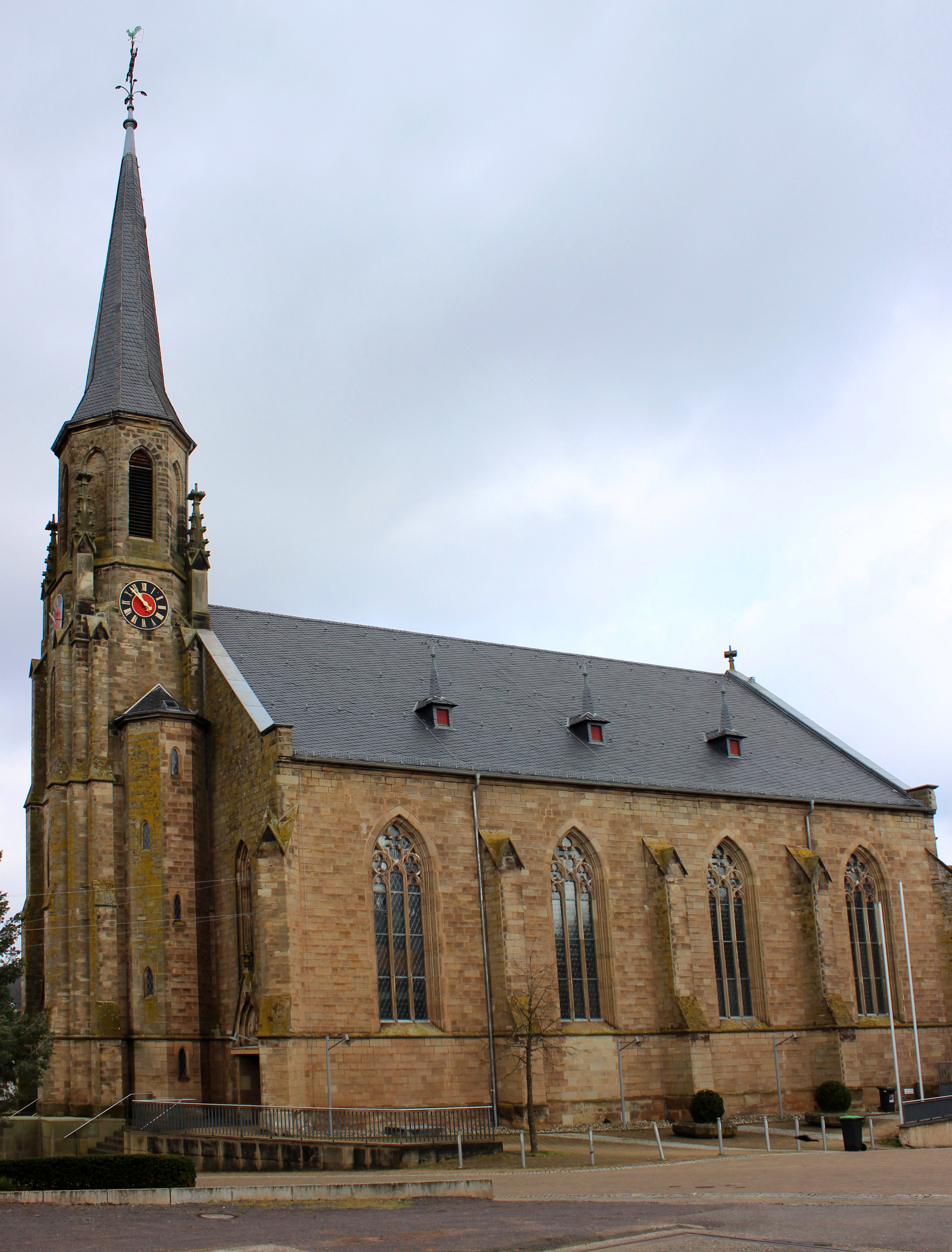
Reisbach, St. Marien
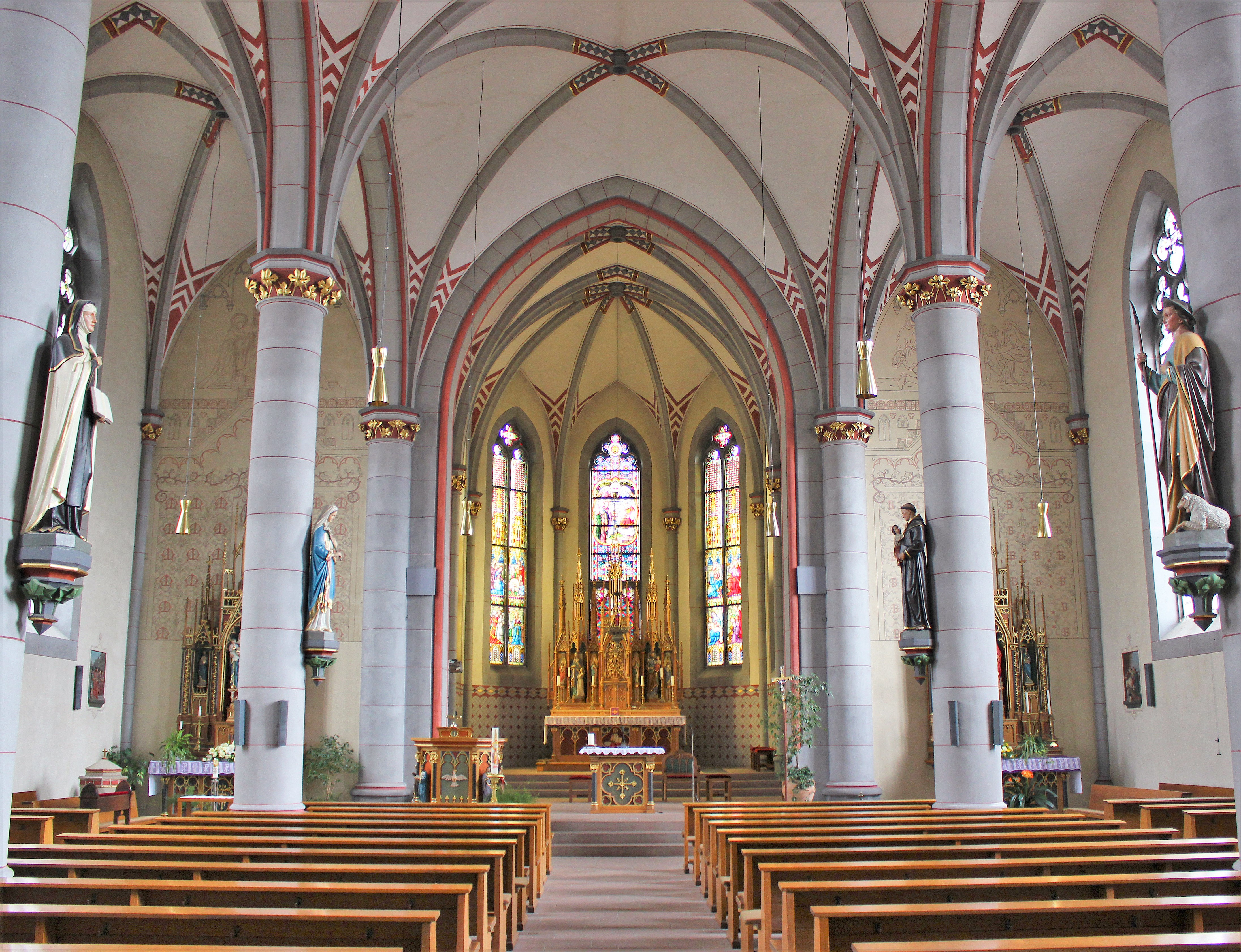
Reisbach, St. Marien, Inneres
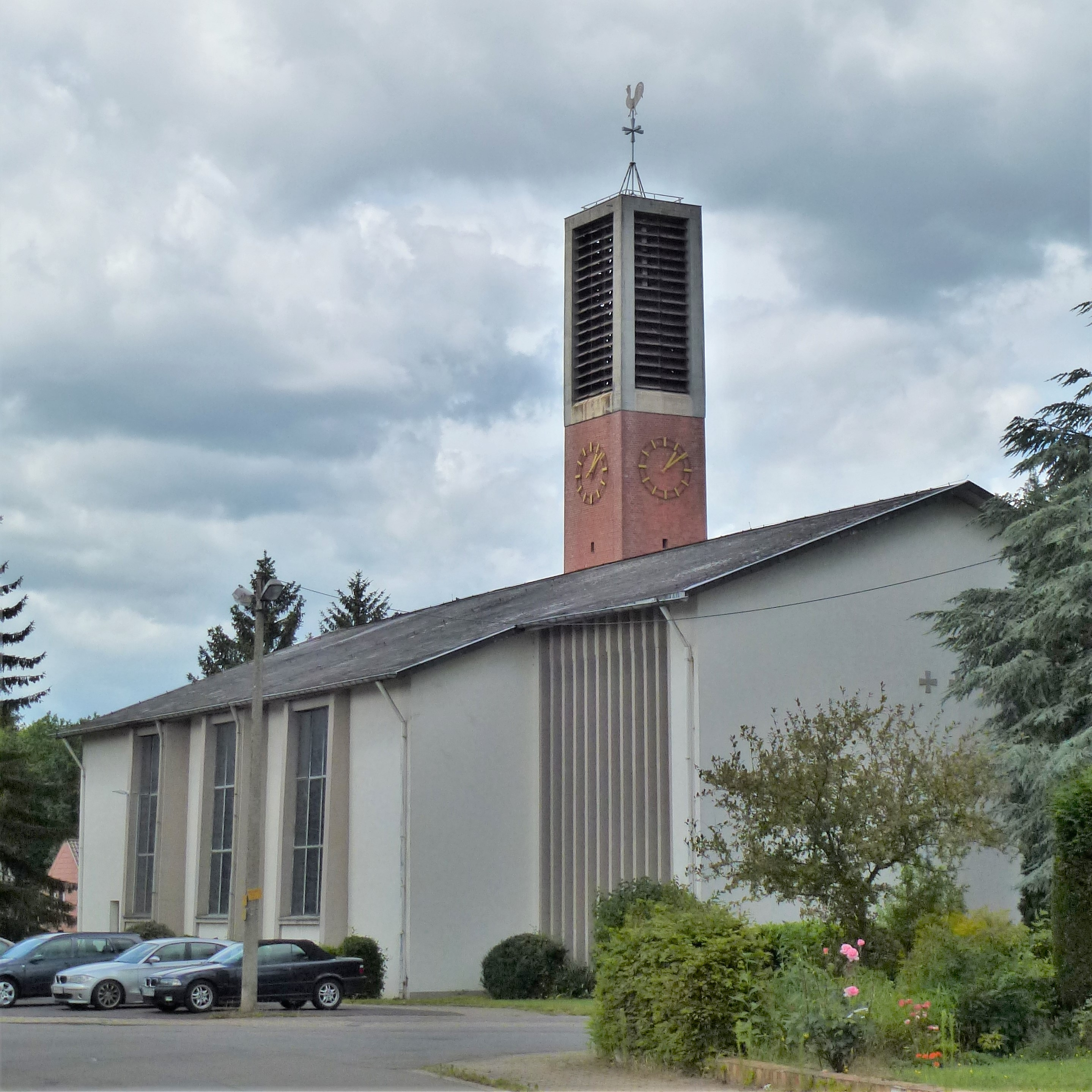
Saarwellingen, St. Pius X.
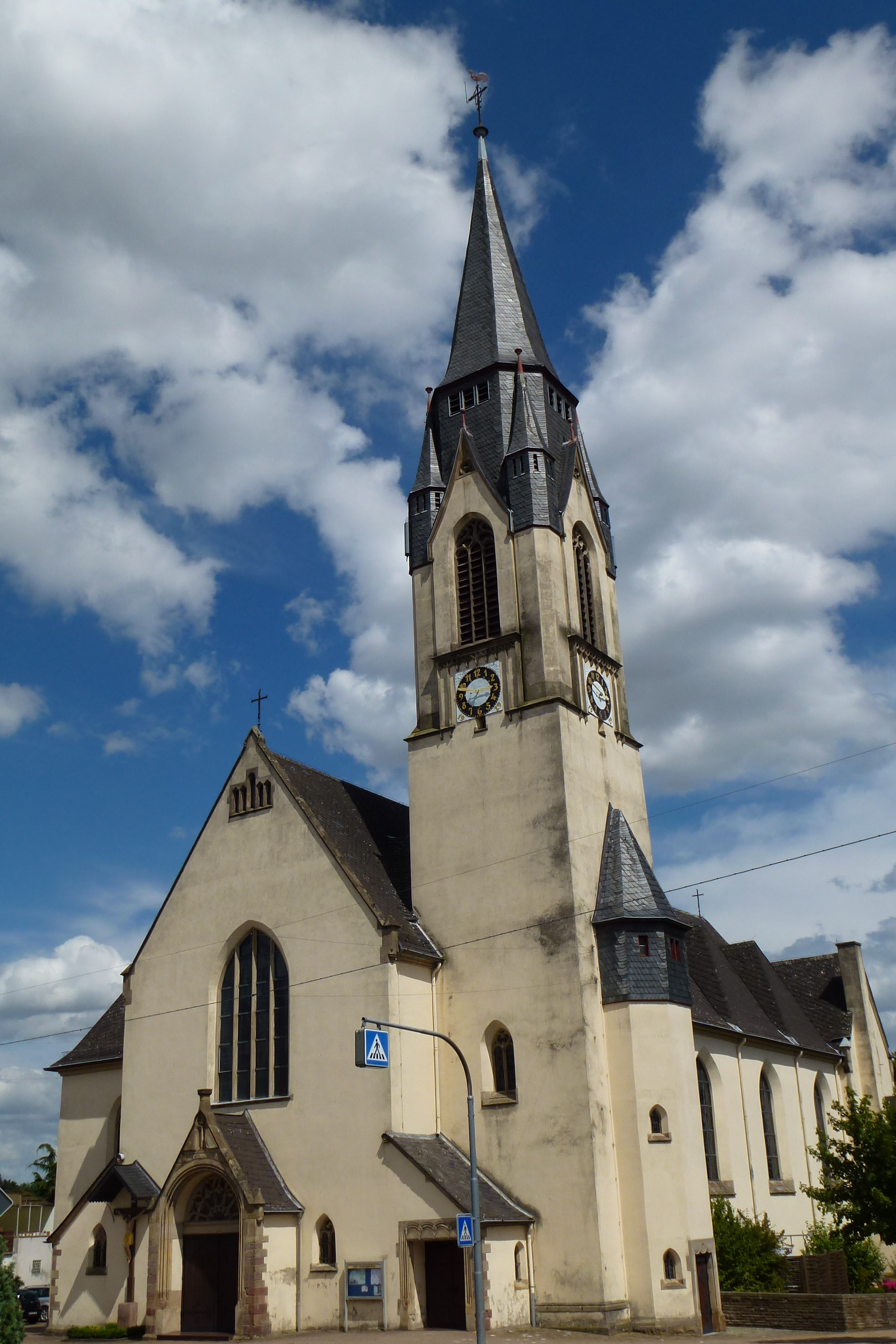
Schwarzenholz, St. Bartholomäus
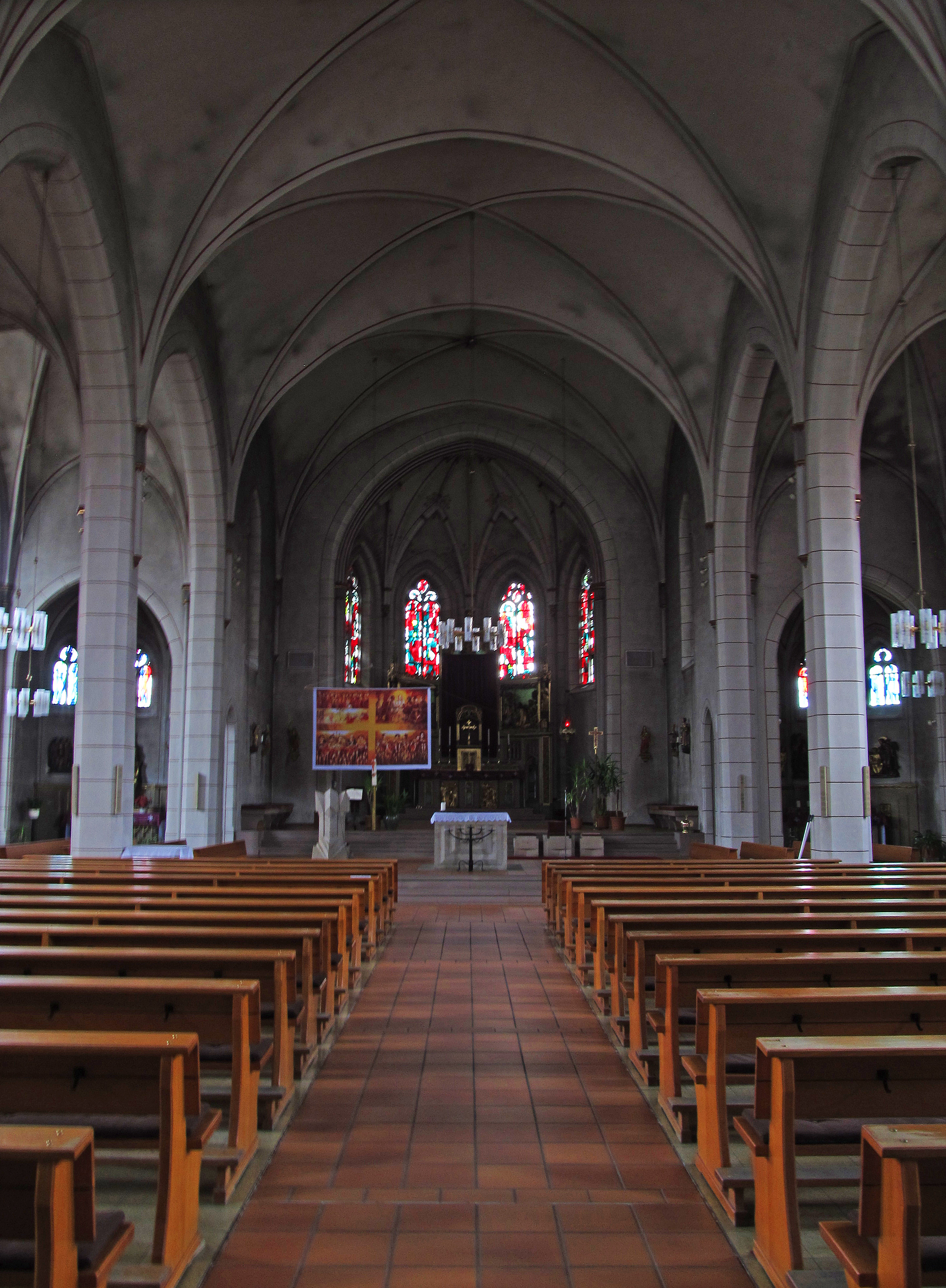
Schwarzenholz, St. Bartholomäus, Inneres
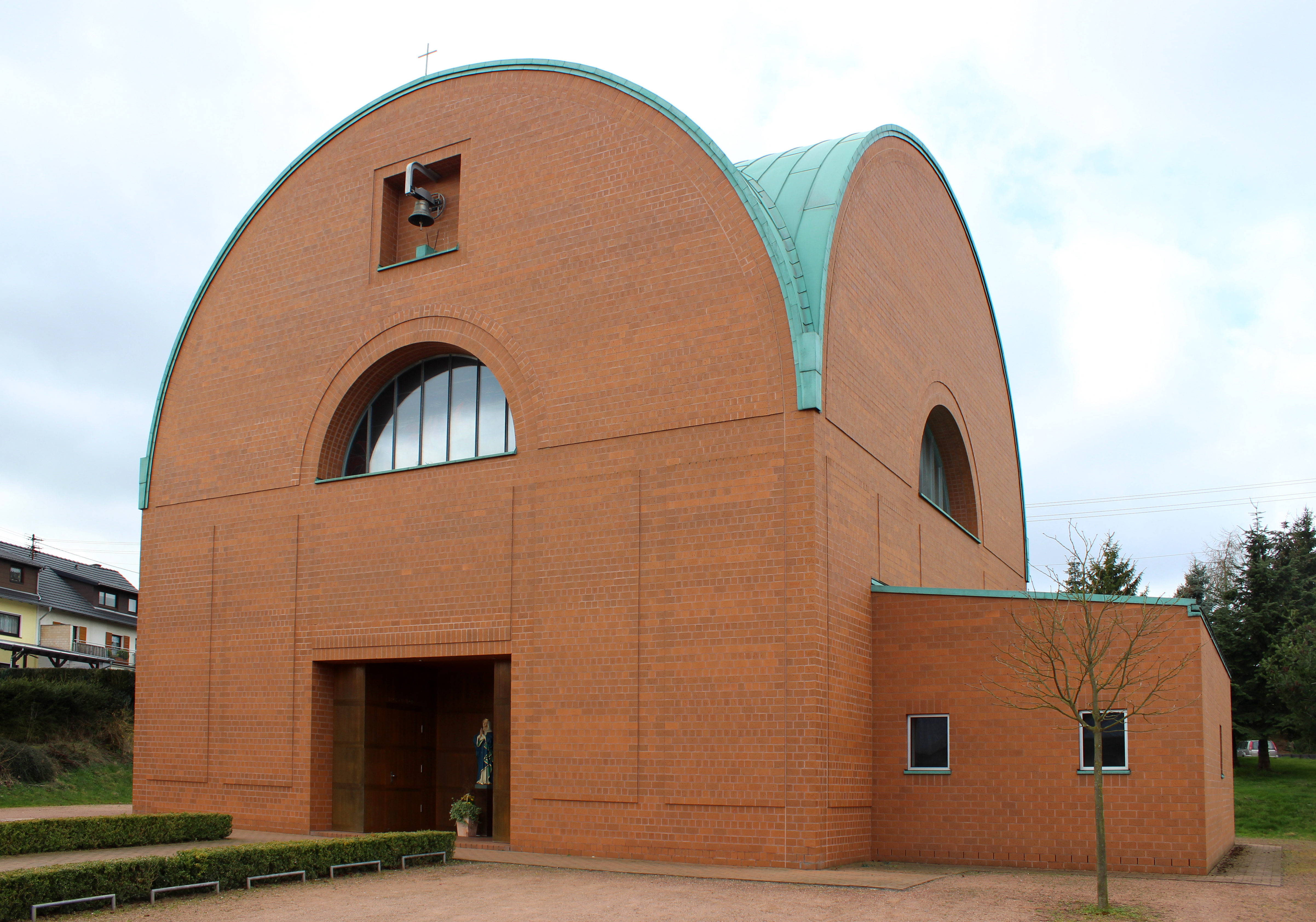
Obersalbach, Filialkirche Maria Königin
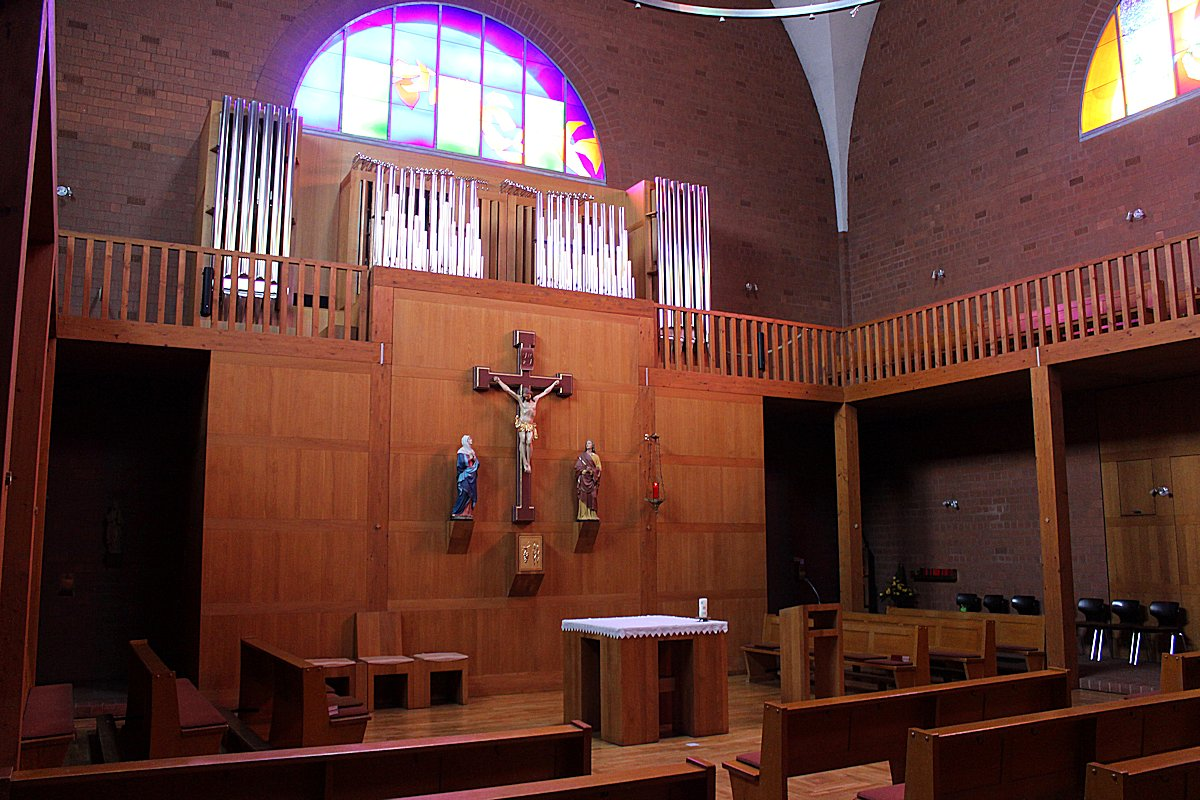
Obersalbach, Filialkirche Maria Königin, Inneres

In der Gemeinde Saarwellingen wurden die katholischen Pfarreien infolge des akuten Priestermangels zu einer Pfarreiengemeinschaft zusammengelegt. Sie besteht aus folgenden ehemaligen Pfarreien:
- St. Blasius und Martinus (Saarwellingen)
- St. Pius X. (Saarwellingen), Abriss im April 2020
- St. Bartholomäus (Schwarzenholz)
- St. Marien (Reisbach) einschließlich der Filialkirche Maria König in Obersalbach

Die Fenster der Obersalbacher Kirche gestaltete im Jahr 1998 der englische Künstler Brian Clarke.
Jüdischer Friedhof
Der im Jahr 1725 angelegte jüdische Friedhof in Saarwellingen gehört zu den ältesten jüdischen Grablegen im Saarland. Der Friedhof wurde im Jahr 1920 erweitert. Nach der Angliederung des Saargebietes an NS-Deutschland im Jahr 1935 erfolgte im Jahr 1936 auf dem Saarwellinger Judenfriedhof die letzte Bestattung. Im Rahmen der Reichspogromnacht im November 1938 wurde der Friedhof von Nationalsozialisten geschändet. In den letzten Kriegstagen des Jahres 1945 erfolgte eine Einebnung des Friedhofes. Nach dem Zusammenbruch des NS-Regimes und dem Ende des Zweiten Weltkrieges wurde der Friedhof im Jahr 1950 durch die neugegründete Synagogengemeinde Saar wiederhergestellt und ein Gedenkstein aus den Bruchstücken zerstörter, nicht mehr zuzuordnender Grabsteine errichtet. Heute sind nur noch 37 Grabstellen vorhanden. Die auf einer Anhöhe gelegene Friedhofsanlage wird von einer Mauer umfasst. Da sich die Erhaltungsmaßnahmen am Judenfriedhof durch die Gemeinde Saarwellingen über längere Zeit nur noch auf Grünschnittarbeiten beschränkten, ergaben sich zahlreiche Schäden. Die Umfassungsmauern mit der Toranlage, die Treppen und Wege sowie die noch vorhandenen Grabanlagen wiesen zahlreiche bauliche Schäden auf. Die Gesellschaft für Sozialeinrichtungen des Arbeiter-Samariter-Bundes konnte im Jahr 2010 diese Schäden im Auftrag der Synagogengemeinde Saar beheben. Im Jahr 2010 stellte die Deutsche Stiftung Denkmalschutz Mittel für die Instandsetzung des Saarwellinger Judenfriedhofes zur Verfügung.

## Freizeit
- Freibad

Das Saarwellinger Freibad verfügt über eine 60-m-Großwasserrutsche, eine Zwei-Meter-Breitrutsche, einen Wasserpilz, eine Wasserkanone, Massageliegen und Sprudeltreppen. Das Bad ist behindertengerecht ausgebaut. Neben dem Erlebnisbecken gibt es ein Schwimm- und Sprungbecken sowie ein Planschbecken mit Sonnensegel. Die Wasseraufbereitung wird mit Solarenergie betrieben. Ein Spielplatz, eine Beachvolleyballanlage, ein Verkaufskiosk sowie eine Liegewiese ergänzen den Badebetrieb. Am Eingang zum Freibad beginnen drei verschiedene Wegstrecken des Nordic-Walking-Parks „Am Steinberg“.
- Hallen und Sportplätze

In der Gemeinde Saarwellingen existieren sechs Hallen (Festhalle Saarwellingen, Sport- und Spielhalle am Schäferpfad, Gutberghalle, Schulze-Kathrin-Halle im Ortsteil Schwarzenholz, Lohwies-Halle im Ortsteil Reisbach, Kulturzentrum „Treffpunkt Altes Rathaus“) und fünf Sportplätze (Stadion „Weidenbruch“ Saarwellingen, Sportplatz „Weidenbruch“ Saarwellingen, Sportplatz „Am Schäferpfad“ Saarwellingen, Sportplatz „Am Frauenwald“ Schwarzenholz, Sportplatz „Lohwiese“ Reisbach).
- Wildfreigehege

Im Naherholungsgebiet „Wolfsrath“ können Rotwild und Damwild, Wildschweine, Mufflons, Zwergziegen sowie Enten im Wildfreigehege besichtigt werden.
- Boule

Es gibt drei Bouleanlagen: Boule-Anlage „Weidenbruch“ Saarwellingen, Bouleanlage Schwarzenholz, Boule-Anlage Lachwald
- Hundedressurplatz

Der Hundesportverein Schwarzenholz-Saarwellingen unterhält einen Hundedressurplatz „Auf der Kupp“ in Reisbach.
- Reitanlage

Der Reit- und Fahrverein betreibt ein Reitgelände „Auf der Höh“.
- Kinder- und Jugendarbeit

Die Gemeinde Saarwellingen stellt seit 1986 regelmäßig ein buntes Ferienprogramm zusammen.
- Seniorenarbeit

Seit 2006 finden von September bis Dezember die „Senioren-Herbst-Tage“ statt.

## Brauchtum
Höhepunkt im Saarwellinger Veranstaltungskalender ist der „Wellinger Greesentag“ am Fetten Donnerstag, der eine fast 400-jährige Tradition hat, sowie das anschließende Fasnachtstreiben.

## Ortssagen
Pionier und wesentlicher Sammler saarländischer Sagen war in der ersten Hälfte des 20. Jahrhunderts der Saarbrücker Kunsthistoriker und Volkskundler Karl Lohmeyer, der 1924 eine erste thematische Arbeit über saarländische Sagen veröffentlichte. 1935 folgte eine erste Überblicksdarstellung, die auf Lohmeyers eigener Feldforschung beruhte. In den Jahren 1954/55 erschien dann seine umfangreiche zweibändige Gesamtdarstellung des saarländischen Sagenschatzes, die bis heute die umfangreichste Quellensammlung und damit das Standardwerk zum Thema darstellt.
Zu Saarwellingen sammelte Lohmeyer folgende Sagen und Erzählungen:
- Die Criechwiese bei Saarwellingen
- Die Katzenhexen von Saarwellingen
- Die mutige Magd und die Raubritter auf der Heßburg
- Der Engel von Saarwellingen
- Der Grenzsteinverrücker von Saarwellingen
- Die umgehende Müllerin am Ellbach
- Der unterirdische Gang zu Saarwellingen
- Von der Burg in Labach

## Töchter, Söhne und andere Persönlichkeiten der Stadt
(in alphabetischer Reihenfolge)
- Jörg Aumann (* 1969), Oberbürgermeister von Neunkirchen, von 1994 bis 2004 Mitglied des Gemeinderates Saarwellingen
- Adam von Bassy (* ..., † nach 1635), Tabellion der Ballei Deutsch-Lothringen, 1618–1633 Amtmann der Grafschaft Nassau-Saarbrücken in Saarwellingen[66]
- Johann von Bassy (* 1543, † 1618 in Saarwellingen), Tabellion der Ballei Deutsch-Lothringen, 1597–1612 Kapitain-Rentmeister und Amtmann zu Saarwellingen[67]
- Norbert Becker (* 1962), Priester, Schriftsteller und Komponist neuer geistlicher Musik, wuchs im Ortsteil Saarwellingen auf
- Johann Josef Gottfried von Boos (* ca. 1760, † ...), Leutnant im Regiment Nassau-Saarbrück Infanterie, Kommunaloberförster in Saarwellingen[68]
- Gabriel Clemens (* 1983), Dartspieler, lebt in Saarwellingen
- Gabriele Dörflinger (* 1961 und aufgewachsen in Saarwellingen Ortsteil Reisbach), Kärntner Landtagsabgeordnet und Bürgermeisterin von Klein Sankt Paul, österreichischer Politiker
- Ludwig Creutz (* 1751, † 1836), 1785 Berufung zum Amtmann in der Herrschaft Saarwellingen durch Graf Christian Ludwig von Wied, 1793 Flucht vor den französischen Revolutionstruppen[69]
- Dietrich Fliedner (* 1929, † 2010), Geograph, Dekan der Philosophischen Fakultät der Universität des Saarlandes[70]
- Peter Freichel (* 1953), Politiker und Gewerkschafter, lebt in Saarwellingen
- Siegfried Gasser (* 1941 in Saarwellingen, † 2022), Bürgermeister von Bregenz, österreichischer Politiker
- Johann Samuel Hauer (* ..., † nach 1669), Nassau-Saarbrückischer Quartiermeister in Saarbrücken, Amtmann von Saarwellingen unter Graf Johann Ludwig von Kriechingen[71]
- Peter Hedrich (* 1993 in Saarlouis), Posaunist
- Vera Hewener (* 1955 in Saarwellingen), Schriftstellerin, mehrere internationale Literaturpreise, Dipl.-Sozialarbeiterin[72]
- JOMI, bürgerlich Josef Michael Kreutzer (1952–2025), international bekannter Pantomime, lebte im Ortsteil Reisbach
- Franz Kowatsch (* 1774, † 1843), Militärattaché unter Marschall Michel Ney, seit 1827 Gastwirt in Saarwellingen[73]
- Heinrich Latz (1912–1989), Architekt und saarländischer Ministerialrat
- Peter Latz (* 1939), Landschaftsarchitekt und Universitätsprofessor
- Toni Laub (1919–1994), Architekt
- Maya Leinenbach (* 2004), Foodbloggerin und Unternehmerin
- Johann Michael Moscherosch (1601–1669), Barockschriftsteller, war im Dreißigjährigen Krieg als kriechingischer Amtmann in Saarwellingen tätig
- Joseph Charles Motte dit la Bonté (* ca. 1651, † 1721), Baumeister, 1715–1719 Bau des neuen Schlosses in Saarwellingen für die Grafen von Kriechingen[74]
- Ludwig Pack (* 1929 in Saarwellingen), Kaufmann, ordentlicher Professor für Betriebswirtschaftslehre[75]
- Hieronymus Paul Frank (1901–1975), Benediktinermönch
- Irmengard Peller-Séguy (1919–2019)[76], Schauspielerin, Sprecherin und Autorin, lebte in Saarwellingen
- Pierre Séguy (1921–2004), eigentlich Otto Robert Steinschneider, Widerstandskämpfer und Rundfunkpionier, lebte in Saarwellingen
- Katharine Weißgerber (1818–1886), bekannt als „Schultze Kathrin“, stammt aus dem Ortsteil Schwarzenholz
- Gerd Weisgerber (1938–2010), geboren in Saarwellingen, Montanarchäologe